# Historia numismática de México
Numismática mexicana es la denominación que designa a la historia del objeto de estudio de la numismática en las distintas etapas históricas de México, desde el Virreinato de la Nueva España, Primer Imperio Mexicano, México Independiente, Segundo Imperio Mexicano, República Restaurada, Porfiriato, Revolución Mexicana y época contemporánea. 

## Época Prehispánica
El comercio en la época prehispánica se efectuaba por medio del trueque de artículos como algodón, oro en polvo, piedras preciosas, plumas de quetzal, conchas, navajas de obsidiana, pedernal y cacao. Este sistema consistía en el intercambio de bienes entre determinados territorios mesoamericanos, pues abarcaba desde el altiplano central hasta lo que hoy se conoce como Guatemala y El Salvador. Uno de los recintos comerciales más importantes fue el Mercado de Tlatelolco.
Durante este periodo, uno de los medios de cambio fue el cacao, del cual 100 gramos equivalían a un real de plata. Debido a la escasez de la moneda, los españoles se vieron obligados a intercambiar con esta semilla, incluso el propio Hernán Cortés difundió entre sus soldados la importancia del cacao para que se pudiese utilizar como pago. Sin embargo, la gran demanda que tuvo gracias a que fue uno de los medios de cambio más eficaz, hizo que apareciera la falsificación de la semilla. El proceso consistía en extraer la almendra del cacao para introducirle barro con el fin dar el peso equivalente a una semilla sin alterar. Esta era una de las muchas maneras que existieron para falsificar el cacao, de ahí que los españoles rechazaron este método de cambio.

## Nueva España

### SigloXVI
Ante la prohibición que tuvo España de importar moneda, los primeros españoles en territorio americano vieron la necesidad de comenzar a intercambiar con los medios prehispánicos. Los descubrimientos mineros que realizaron en la región de Michoacán y Guerrero hicieron que la explotación de los metales fuera una de las muchas prioridades que tuvieron los españoles. A partir de 1521, ya consumada la conquista de México-Tenochtitlán, los nuevos habitantes se vieron en la necesidad de fundir el oro en discos fáciles de transportar. Estos llevaban una marca por su peso.

Los tempranos descubrimientos mineros de Taxco, Sultepec y Tlalpujahua hicieron que las autoridades administrativas fijaran su atención en la explotación de esos descubrimientos. Así, ya para 1525, el Cabildo de la Ciudad de México ordenaba a todo aquel que tuviese "pesos de oro", llevarlos a la casa de un tal Méndez, platero designado por las autoridades locales, para verificar su peso.
La Moneda Mexicana, Banco de México, México, 2001

Desafortunadamente la gran demanda que tuvieron comenzaron a rebajar la cantidad de metal precioso en las piezas, crearon una aleación entre oro y cobre. El oro en vez de tener su color amarillo se transformó en un tono rojizo, los indígenas pronto notaron la diferencia entre los materiales, por lo que la denominaron tepuzque. Esta especie de moneda no fue bien aceptada por la población mesoamericana, debido a que el cobre era un metal poco valioso, el cual utilizaban de forma en la fabricación de objetos utilitarios. Pese a ello, según "el Acta del Cabildo de 1526, se asentó la decisión de emplear el oro de tepuzque para fabricar moneda". Esta se fundiría en tejos dentro de la Real Oficina de Fundición y Ensaye. Cada tejo debía de pesar 1, 2 o 4 tomines, la cual era "la medida de peso que representa 12 granos y se usaba para indicar 1/8 de peso de oro".  Los encargados de su fabricación fueron los plateros Diego Martínez y Juan Celda.
Debido a las grandes cantidades que se demandaron de la moneda de tepuzque, Hernán Cortés decidió nombrar a dos valuadores para constatar su validez en cuanto al quilataje. Cortés aconsejó que cada uno de las piezas se marcara con 3 quilates más del metal fino que contenían, lo cual resultó perjudicial, pues no se declaraba el porcentaje correcto de oro que contenían. Seis años más tarde se retiraron de circulación para fundirse de nuevo y así resellarse correctamente.
En septiembre de 1528, se hizo obligatorio un sello que llevara las armas reales y el lema PLVS VLTRA (Más allá) junto con el peso y la ley adecuada de cada pieza, el encargado en realizar este trabajo, fue Pedro Espinoza. A pesar de los intentos de Hernán Cortés por legitimar la moneda de tepuzque entre los indígenas, este sistema de intercambio no satisfizo las necesidades de la población. La mayoría de los cargamentos de metal que llegaban a la metrópoli para su acuñación eran esporádicos y por el trayecto que realizaba se elevaba el costo de la moneda, por lo que, para 1530 el establecimiento de una casa de moneda fue una solicitud recurrente por parte del Cabildo de la Ciudad de México, esta demanda había iniciado desde 1525. No fue sino hasta 1535, con la instauración del Virreinato de la Nueva España, que las autoridades reales decidieron enviar con el primer virrey, Antonio de Mendoza, la Real Cédula de creación de la Ceca de Mejico, otorgada en Madrid el 11 de mayo de ese mismo año por la reina Juana I de Castilla.
Entre los principales deberes asignados a Mendoza estuvo el de investigar las necesidades de la creación de la ceca mexicana. Ordenó encontrar el recinto idóneo para su establecimiento y de no encontrar un recinto apropiado, debía erigir el edificio con los recursos de la corona española. El virrey había ocupado el cargo de tesorero en la Casa de Moneda de Granada, de manera que tenía la experiencia suficiente para la fundación de la primera casa de moneda del Nuevo Mundo.

### SigloXVII
Durante el siglo XVII el Imperio Español ya se consolidó dentro de la región de la Nueva España. Es por esto mismo que la acuñación de monedas empieza a realizarse de manera más seria y numerosa. Estas monedas en su totalidad continúan produciéndose con el proceso de martillado, llamándose estas monedas macuquinas. Durante el siglo XVII el sistema de reales es el predominante, puesto que durante los reinos de Felipe III, Felipe IV y Carlos II la mayoría de monedas acuñadas en la Nueva España son de plata, si bien hubo algunos escudos de oro acuñados con el fin de mover mayores cantidades económicas para la aristocracia novohispana.  

### SigloXVIII
Durante el siglo XVIII

### Inicios delsigloXIXy Colapso del Imperio Español

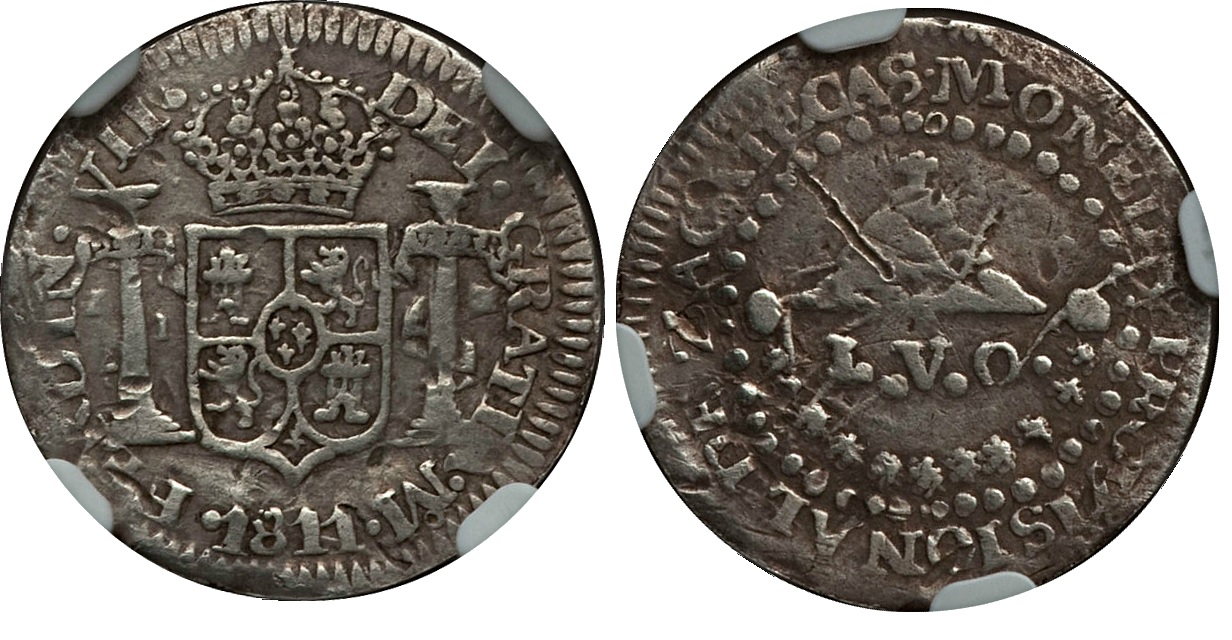
Imagen trasera y frontal de Medio Real de Fernando VII. Acuñada en 1811, Zacatecas

El siglo XIX fue el último para el Imperio Español en América Continental. El siglo XIX vio a dos reyes gobernar el imperio español: Carlos IV y Fernando VII. Este siglo se caracteriza en la Nueva España por la diversidad de monedas acuñadas en la época, en especial por la aparición de las primeras monedas de los grupos rebeldes que existieron entre 1810 y 1814. 
El sistema monetario durante esta época continúa siendo la misma que la existió en siglos anteriores, siendo esta divididas en las denominaciones de Escudos, Reales y Vellones, cada una siendo de oro, plata y cobre respectivamente. 
Las principales casas de la moneda para acuñar en la Nueva España durante los comienzos del siglo XIX fueron las de Zacatecas, Guanajuato, Guadalajara, Ciudad de México y Nueva Guatemala, aunque hubo algunas monedas que fueron hechas en otras ciudades, en especial aquellas de menor denominación.

#### Escudos

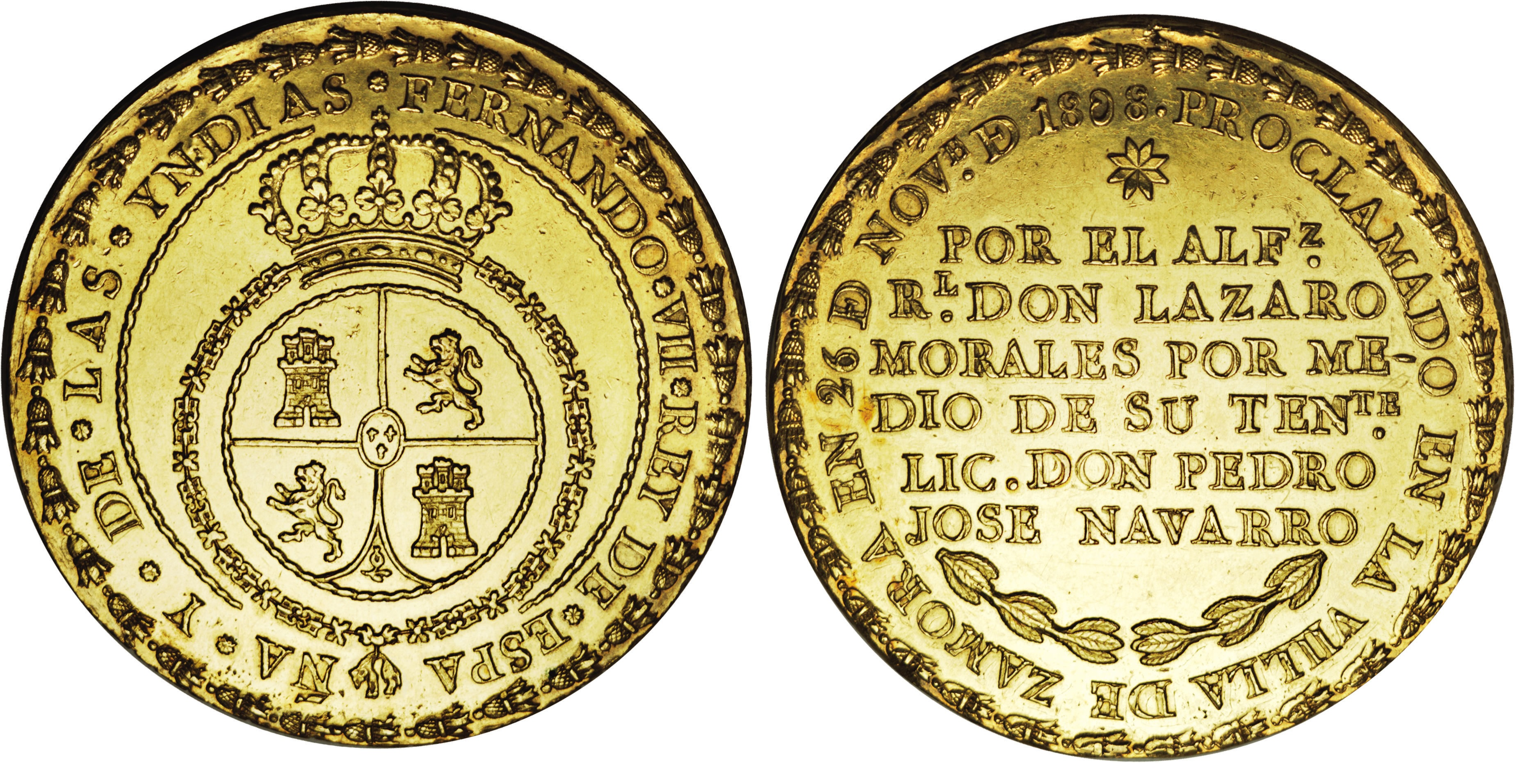
Moneda de 14 Escudos conmemorativa de la Proclamación del Rey Fernando VII. Casa de la Moneda de Ciudad de México, 1808

Los escudos fueron monedas de oro acuñadas durante el Imperio Español. Durante el reinado de Carlos IV y Fernando VII fueron hechas tanto en Ciudad de Guatemala como Ciudad de México. Estas monedas fueron utilizadas principalmente por las clases altas y el gobierno ya que su valor, al ser de una suma significativamente elevada, era imposible de utilizar dentro de las clases populares para las compras del diario vivir. 

##### 8 Escudos
Las monedas de 8 escudos fueron las de mayor valor acuñadas en todo el imperio español. Estas estaban hechas por 87.5% oro puro y legalmente solo se permitía acuñarlas en Ciudad de México y en Nueva Guatemala de la Asunción en la Nueva España. Esto debido a que eran las capitales del Reino de México y el Reino de Guatemala, convirtiéndolas en los centros urbanos de mayor importancia regional. 
Sin embargo, es importante notar que la Ciudad de Guadalajara, capital del Reino de Nueva Galicia, acuñó monedas de 8 escudos como manera de mostrar su apoyo al Rey Fernando VII que en la época estaba captivo por Napoleón.
8 escudos equivalían a 128 reales de plata o a 1024 "tlacos" de cobre.
El diseño numismático de la moneda de 8 escudos tiene en la cara del retrato del rey Fernando VII la leyenda FERDIN•VII•D•G• HISP•ET IND•R •1811•, en donde el año puede ser de 1800 a 1821, años en los que se acuñaron las monedas. La leyenda en latín puede traducirse en español como "Fernando VII en gracia de Dios Rey de España y de las Indias en el año 1811". Estas monedas varían el nombre de Ferdin VII por el de Carolus IV, el padre y antecesor de Fernando que gobernó de 1788 a 1808. 
En la parte del escudo contiene la leyenda "IN•UTROQ•FELIX•AUSPICE•DEO•8S •Mo• •HJ•" que traducido al español significa "Bajo el auspicio de la felicidad de Dios, acuñada en Ciudad de México por el secretario HJ". Dependiendo el origen de la moneda era la leyenda escrita. Las tres leyendas para los escudos en la Nueva España fueron:
Mo: Ciudad de México
NG: Nueva Guatemala de la Asunción

Ga: Guadalajara

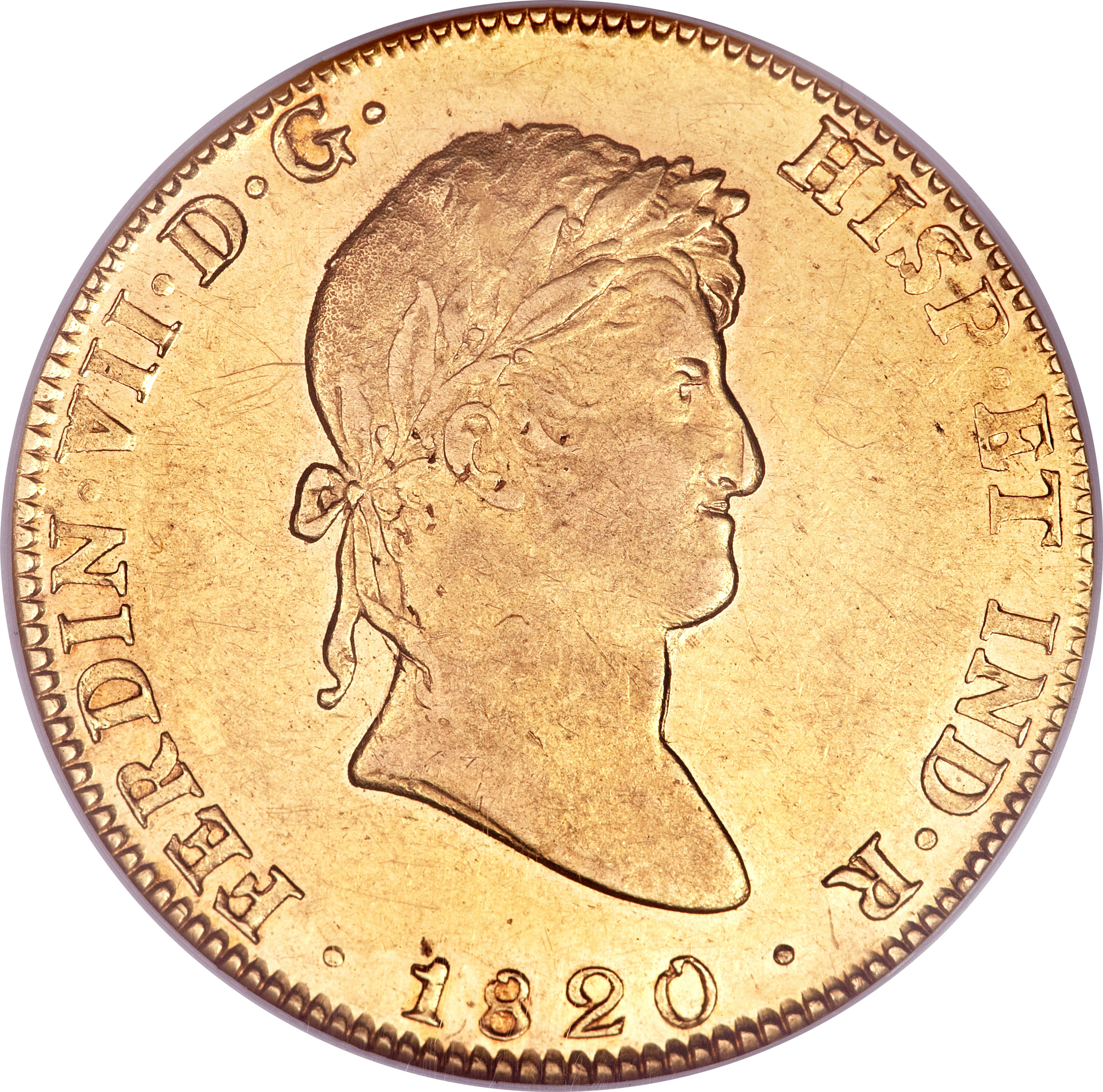
Frente 8 Escudos. Acuñada en Ciudad de México, 1820
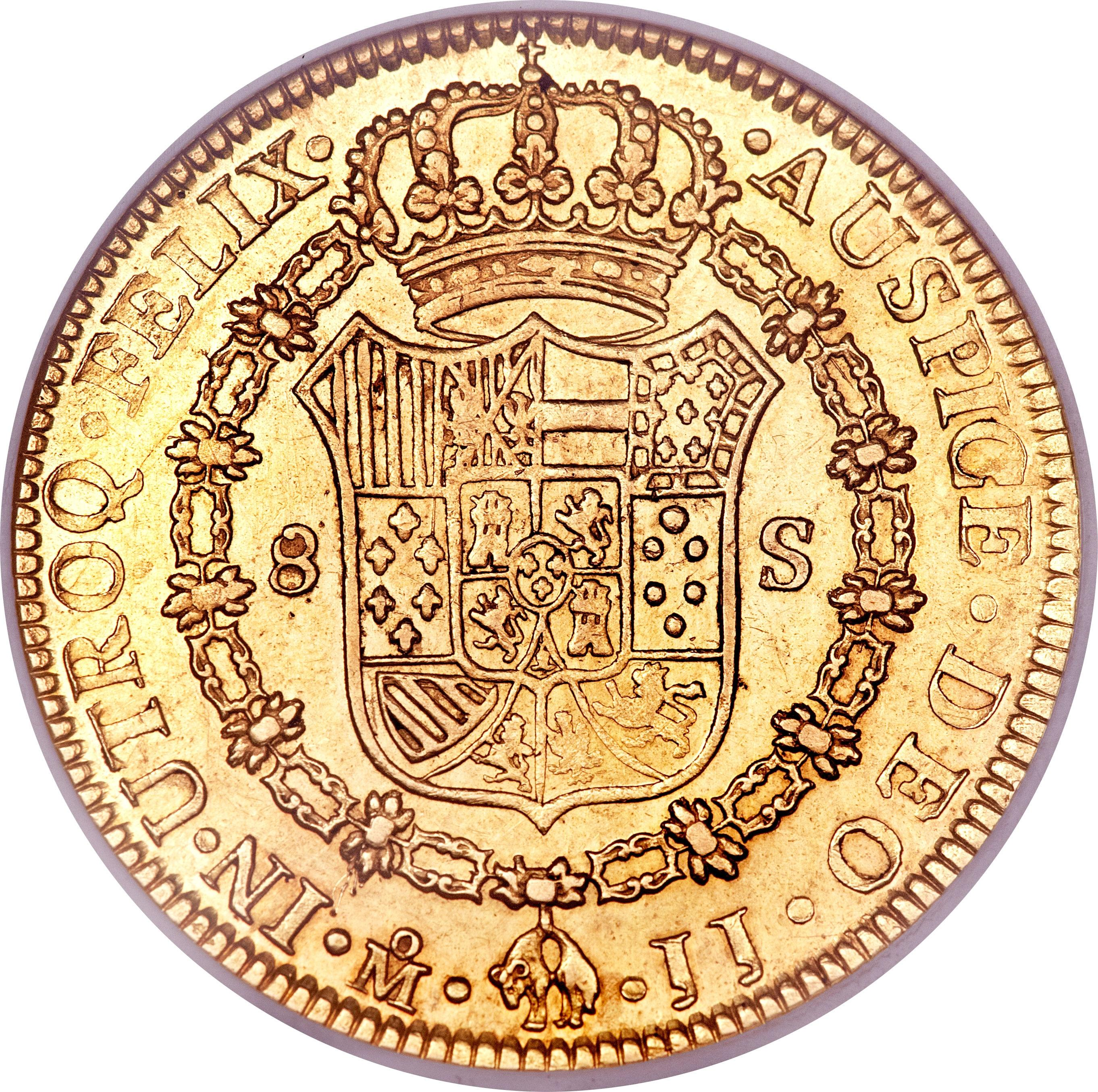
Parte trasera 8 Escudos. Acuñada en 1820, Ciudad de México. Nótese el "Mo" en el centro izquierdo de la moneda
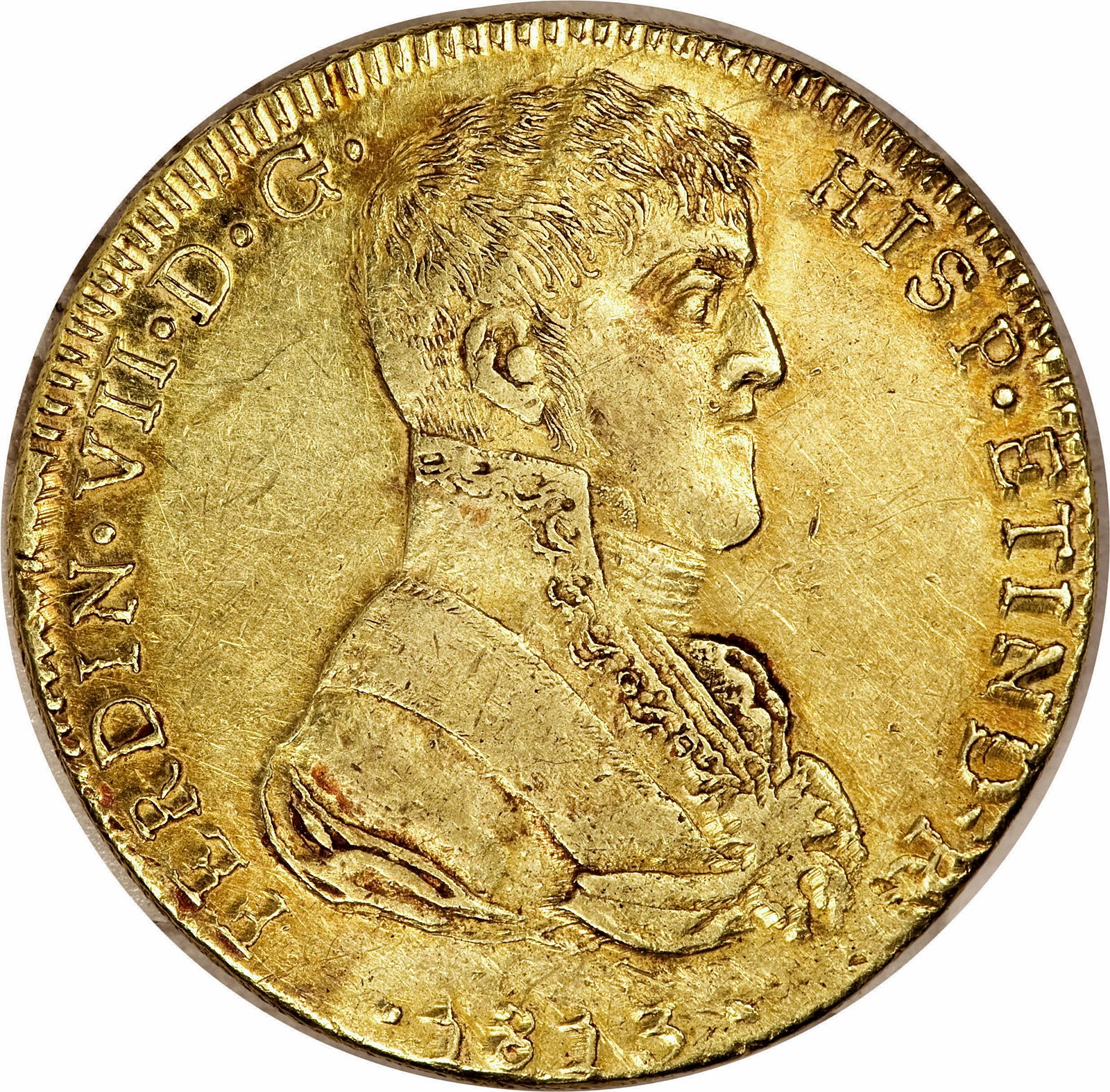
Frente 8 Escudos. Acuñada en Guadalajara, 1813. Moneda realista,  hecha sin autorización de la casa de la moneda para mostrar apoyo al rey Fernando VII. Nótese el diseño rudimentario del retrato que difiere a los oficiales
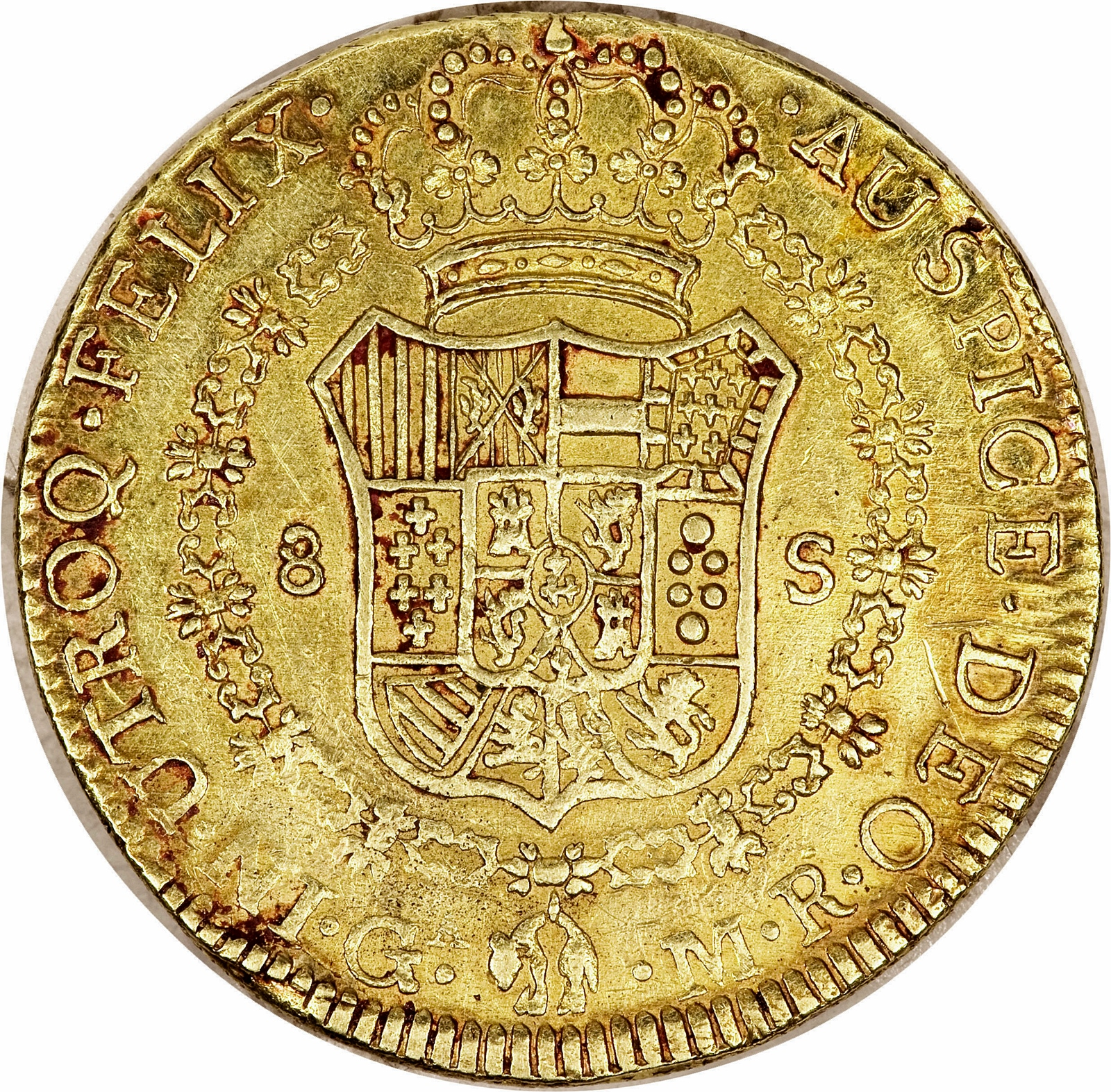
Parte trasera 8 Escudos, 1813. Acuñada en Guadalajara por realistas al rey Fernando VII. Nótese la leyenda "Ga" en el lado centro derecha de la moneda
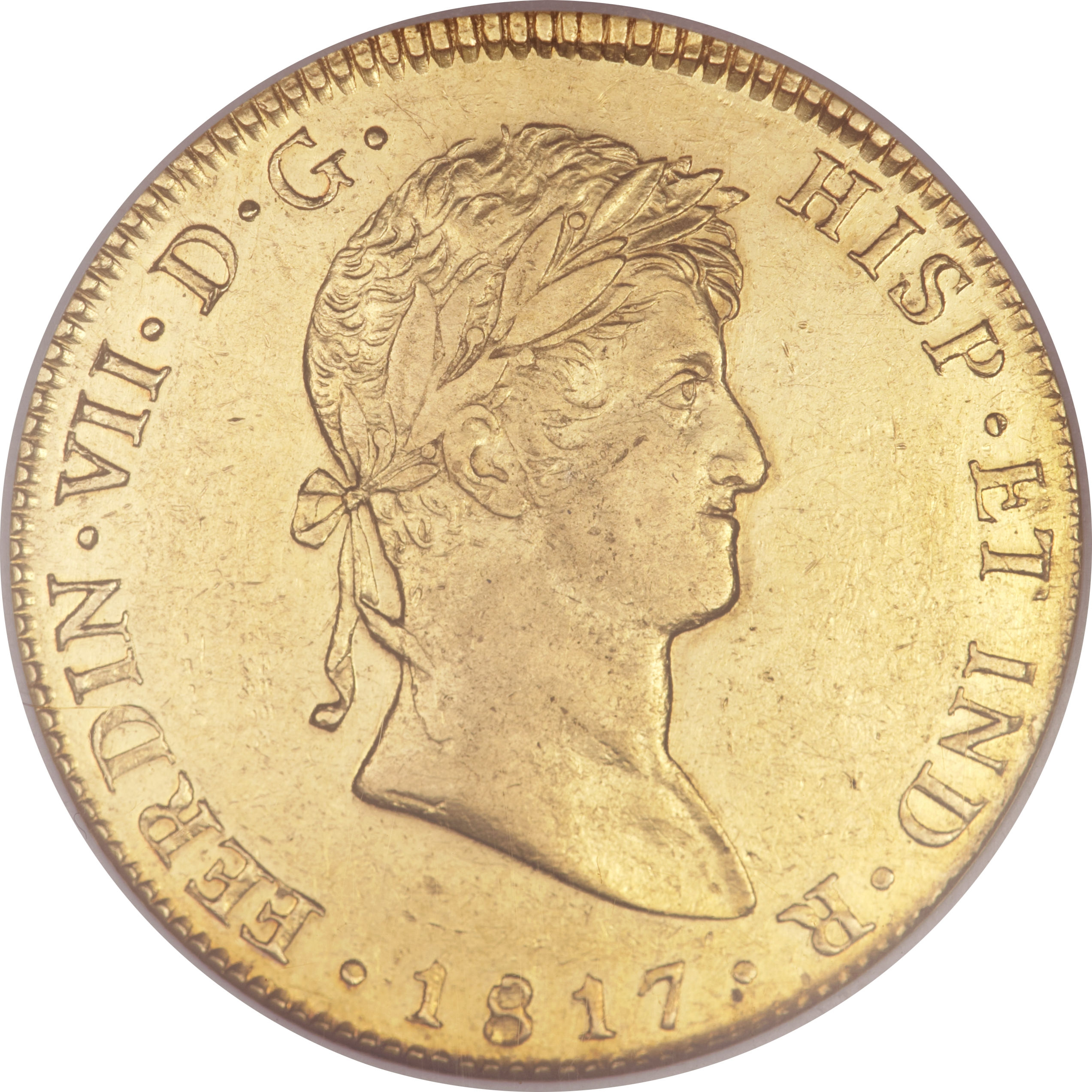
Frente 8 Escudos. Acuñada en Nueva Guatemala de la Asunción, 1817
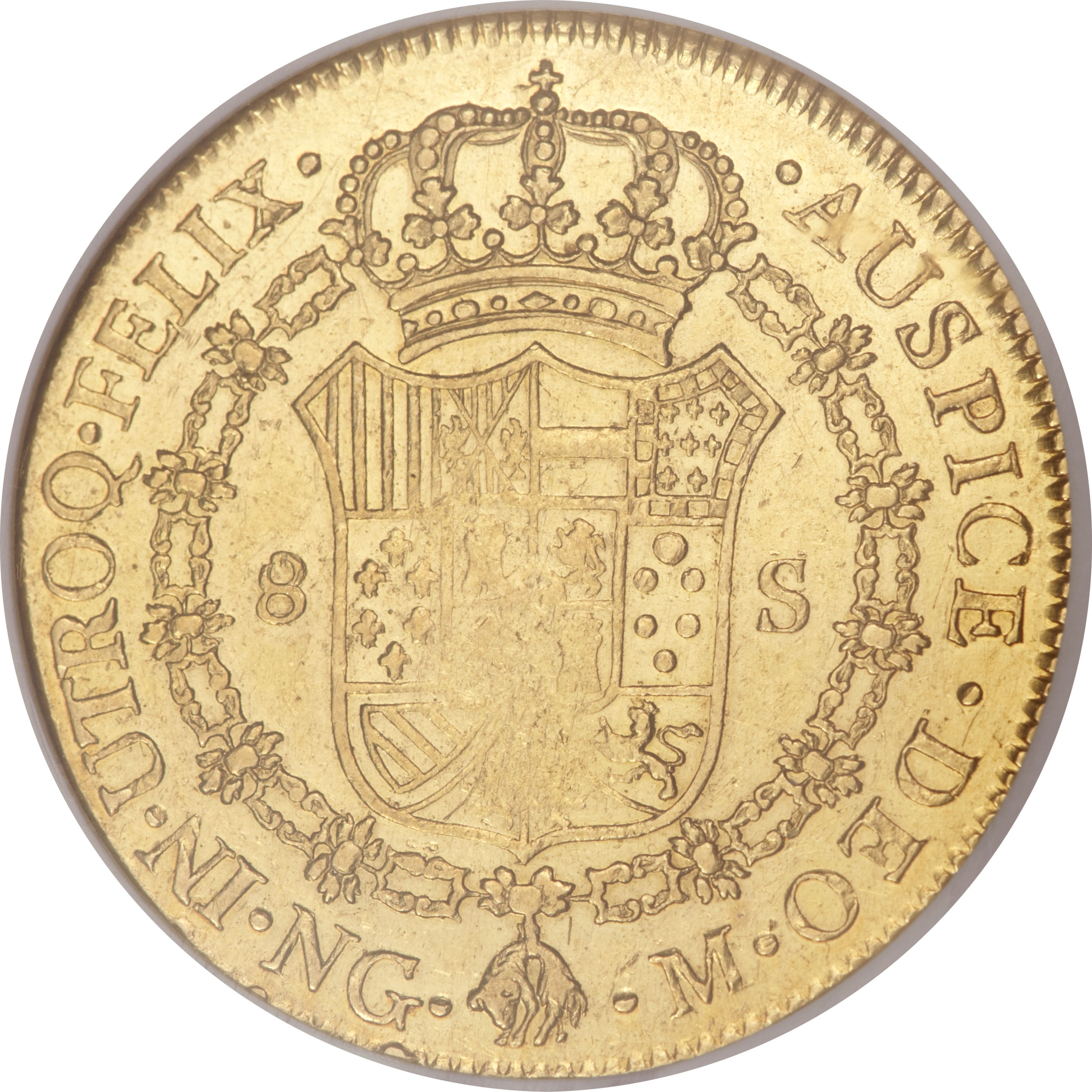
Parte trasera 8 Escudos, 1817. Acuñada en Guatemala. Nótese la leyenda "NG" en el lado centro derecha de la moneda que significa Nueva Guatemala
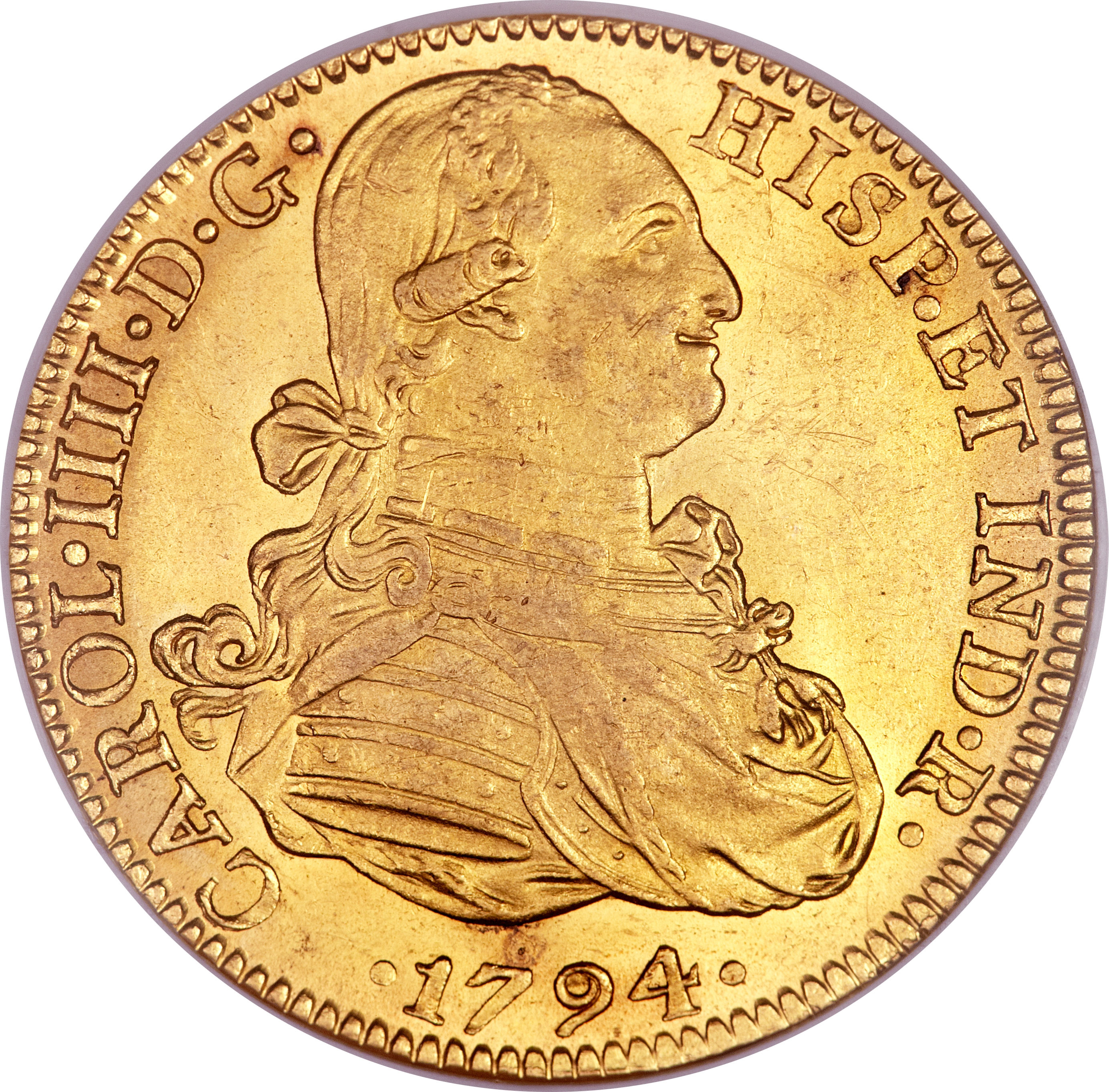
Frente 8 Escudos del Carlos IV. Acuñada en Ciudad de México, 1794
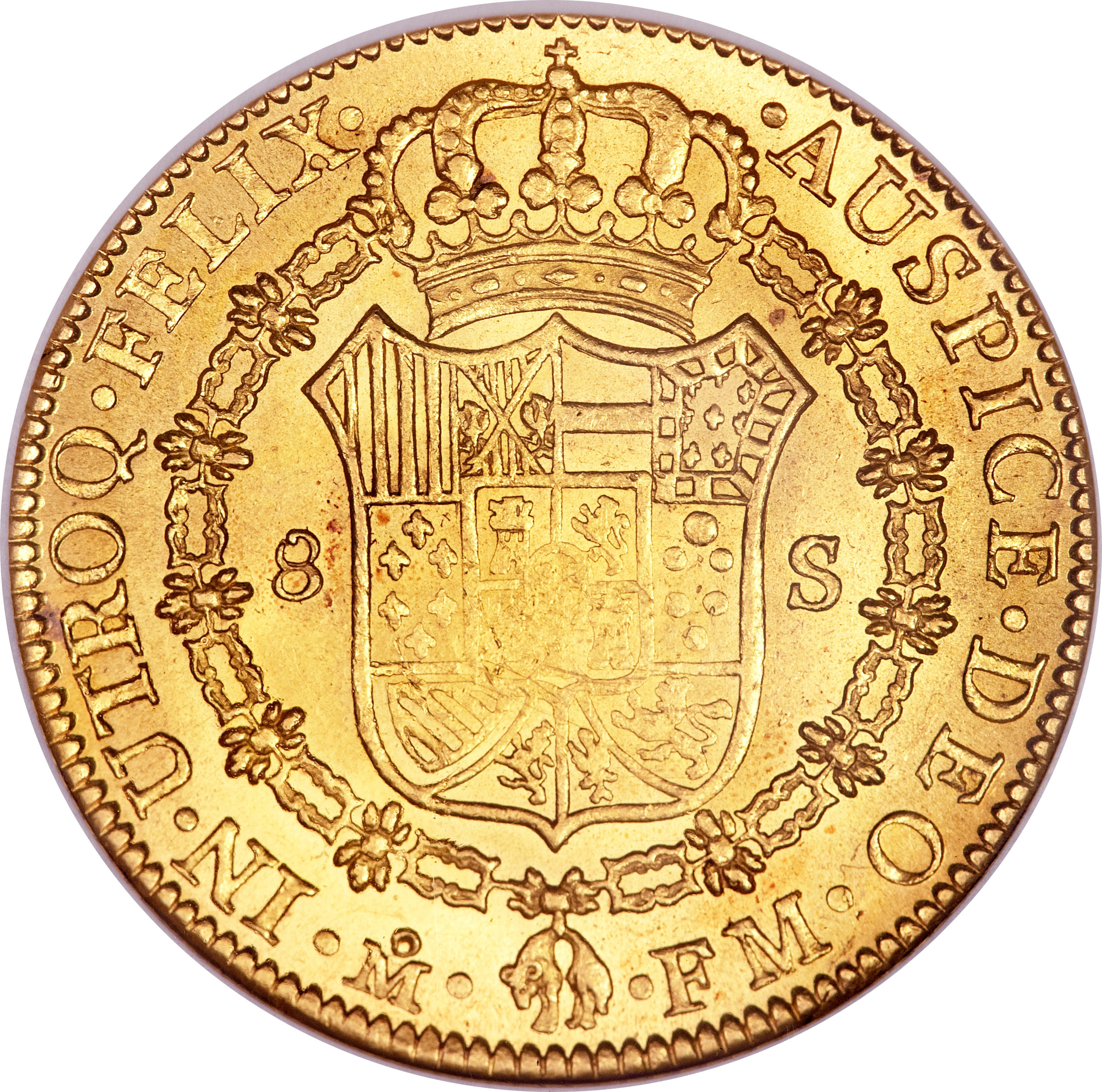
Parte trasera de 8 Escudos de Carlos IV. Acuñada en Ciudad de México, 1794

##### 4 Escudos
Las monedas de 4 escudos fueron de las segundas monedas de mayor valor acuñadas en todo el imperio español. Estas estaban hechas por 87.5% oro puro y legalmente solo se permitía acuñarlas en Ciudad de México y en Nueva Guatemala de la Asunción en la Nueva España. Sin embargo, es importante notar que la Ciudad de Guadalajara, capital del Reino de Nueva Galicia, acuñó monedas de 8 escudos como manera de mostrar su apoyo al Rey Fernando VII que en la época estaba captivo por Napoleón. 
En 1808 se acuñaron monedas de la proclamación de Fernando VII como nuevo rey del imperio para colección numismática en la ciudad de Oaxaca.
El diseño numismático de la moneda de 8 escudos tiene en la cara del retrato del rey Fernando VII la leyenda FERDIN•VII•D•G• HISP•ET IND•R •1811•, en donde el año puede ser de 1800 a 1821, años en los que se acuñaron las monedas. La leyenda en latín puede traducirse en español como "Fernando VII en gracia de Dios Rey de España y de las Indias en el año 1811". Estas monedas varían el nombre de Ferdin VII por el de Carolus IV, el padre y antecesor de Fernando que gobernó de 1788 a 1808. 
En la parte del escudo contiene la leyenda "IN•UTROQ•FELIX•AUSPICE•DEO•4S •Mo• •HJ•" que traducido al español significa "Bajo el auspicio de la felicidad de Dios, acuñada en Ciudad de México por el secretario HJ". Dependiendo el origen de la moneda era la leyenda escrita. Las tres leyendas para los escudos en la Nueva España fueron:
Mo: Ciudad de México                                                            NG: Nueva Guatemala de la Asunción                                                                            Ga: Guadalajara

4 escudos de oro equivalían a:
64 reales de plata                        
206 cuartillas                     

512 "tlacos" de cobre.

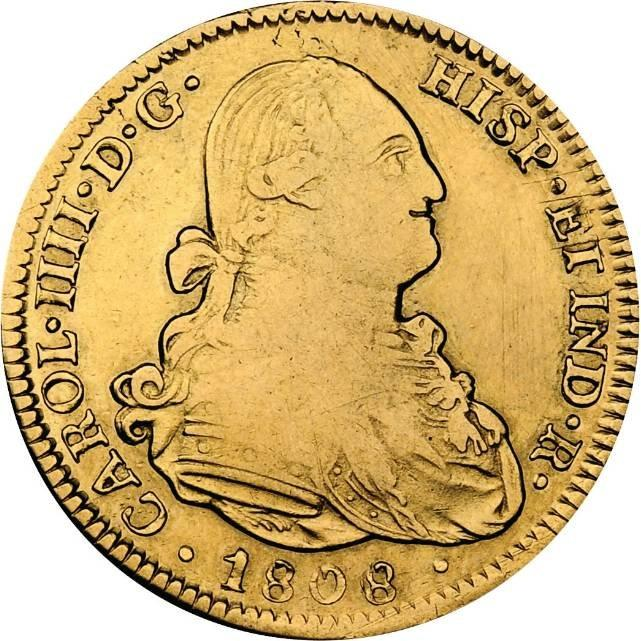
Moneda #1: Busto de Carlos IV, Ciudad de México, 1808
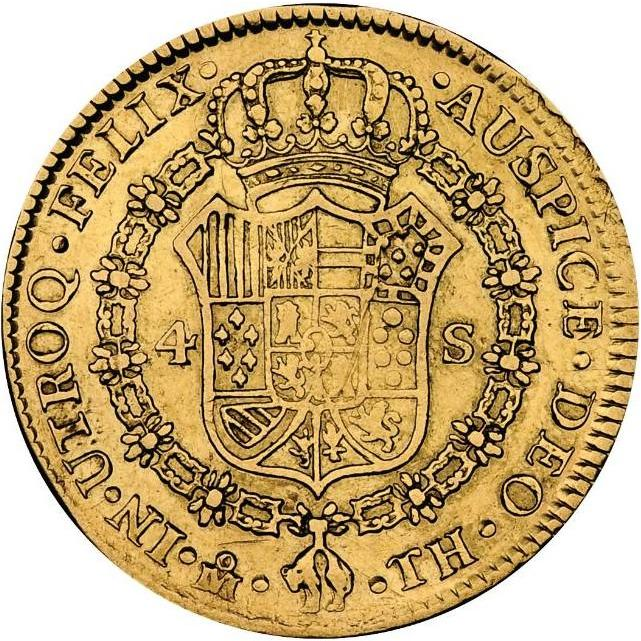
Moneda #1: Escudo del Imperio Español, Ciudad de México, 1808
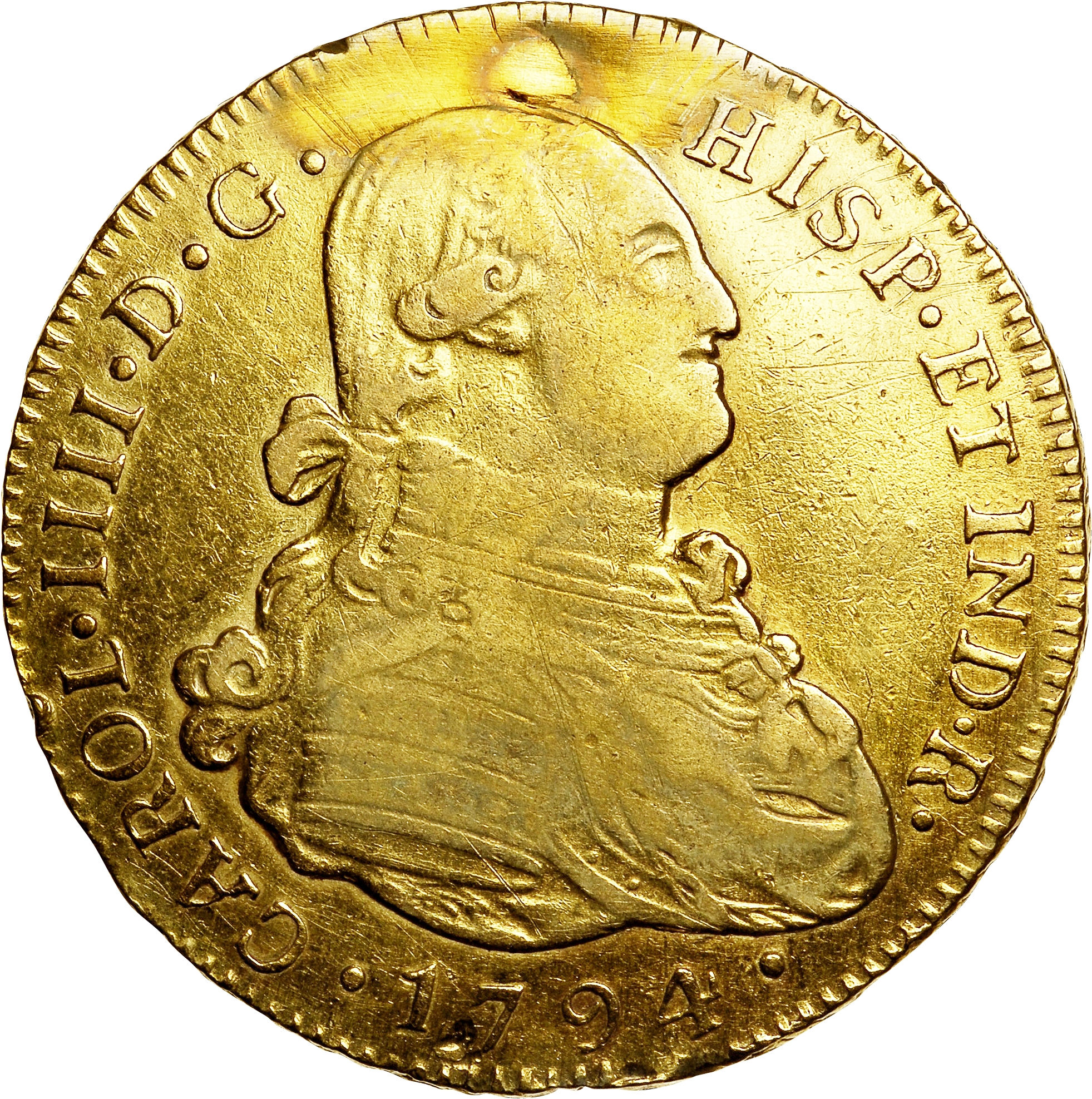
Moneda #2: Busto de Carlos IV, Nueva Guatemala de la Asunción, 1794
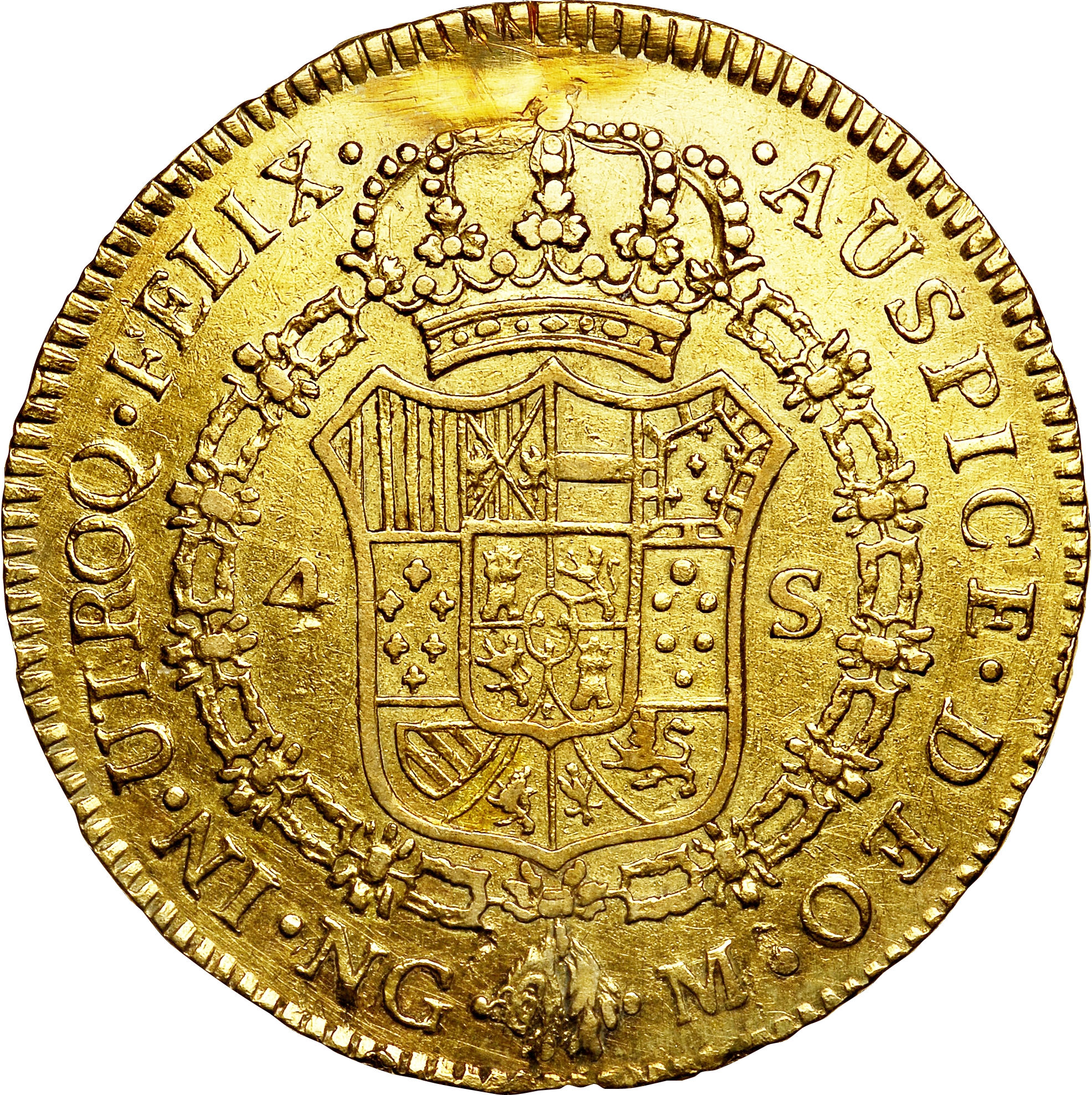
Moneda #2: Escudo del Imperio Español, Nueva Guatemala de la Asunción, 1794
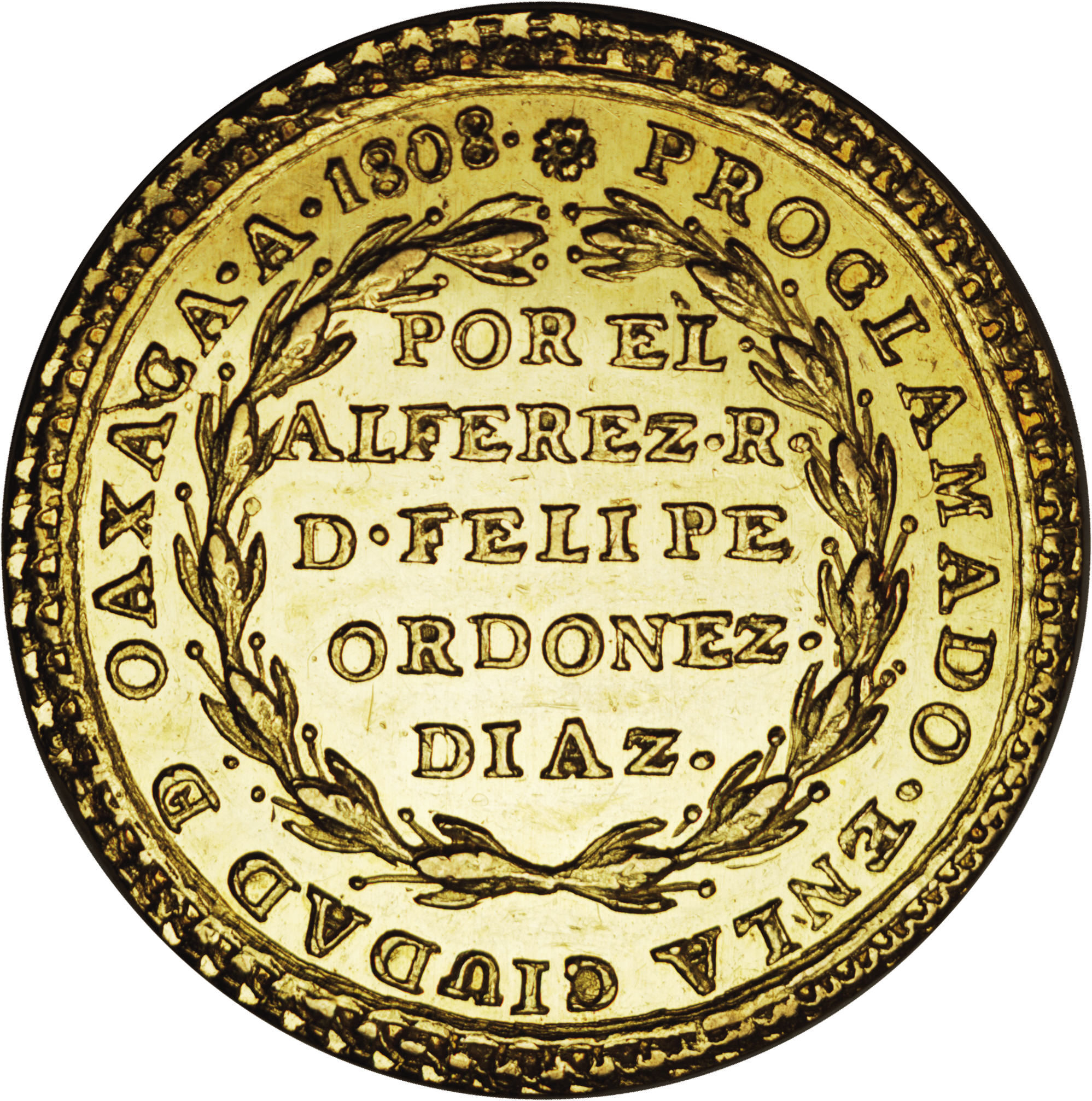
Moneda #3: Proclamación de Fernando VII, 1808, Oaxaca
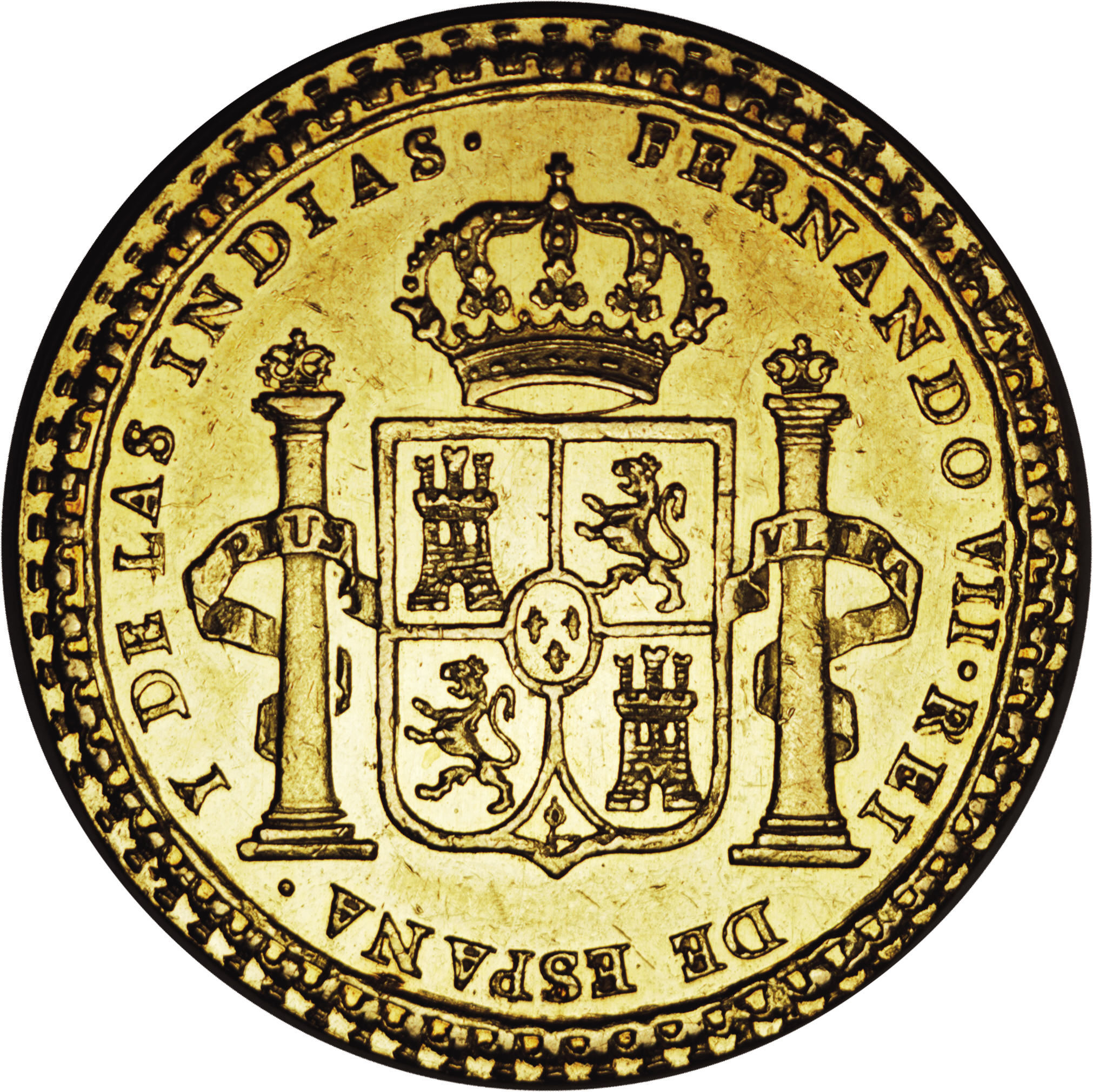
Moneda #3: Escudo de Fernando VII, 1808, Oaxaca
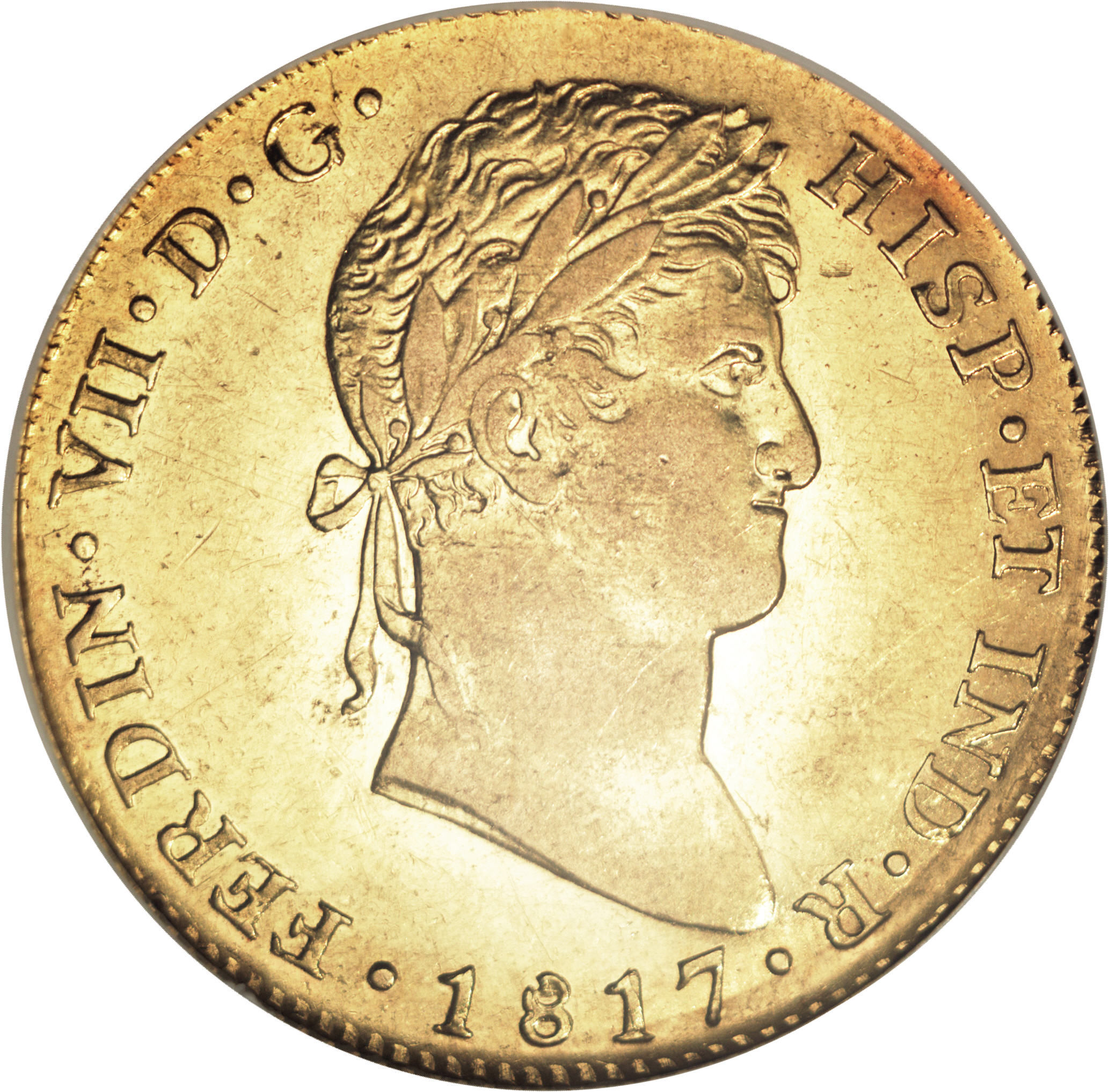
Moneda #4: Busto de Fernando VII, 1817, Nueva Guatemala
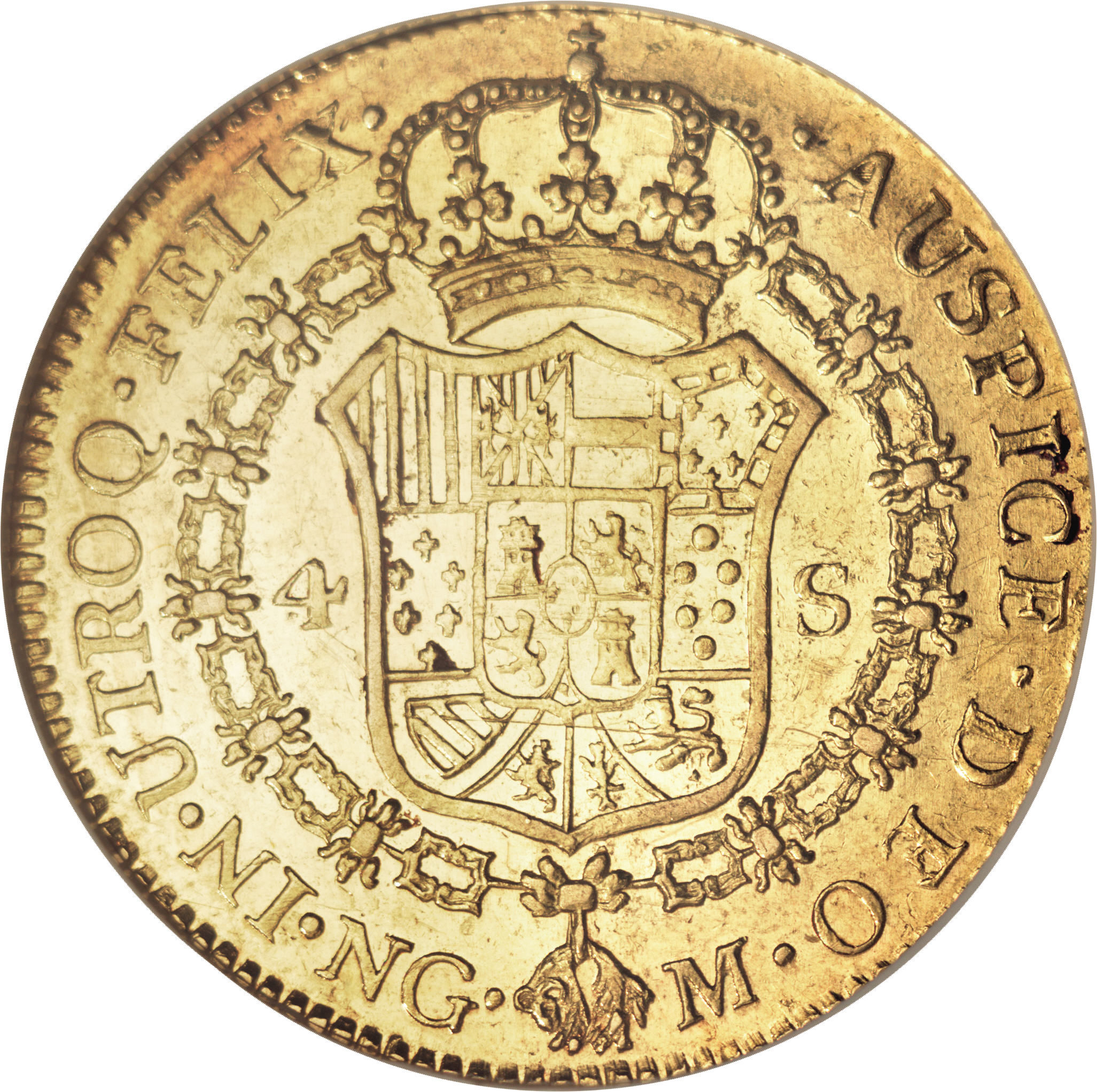
Moneda #4: Escudo del Imperio Español, 1817, Nueva Guatemala
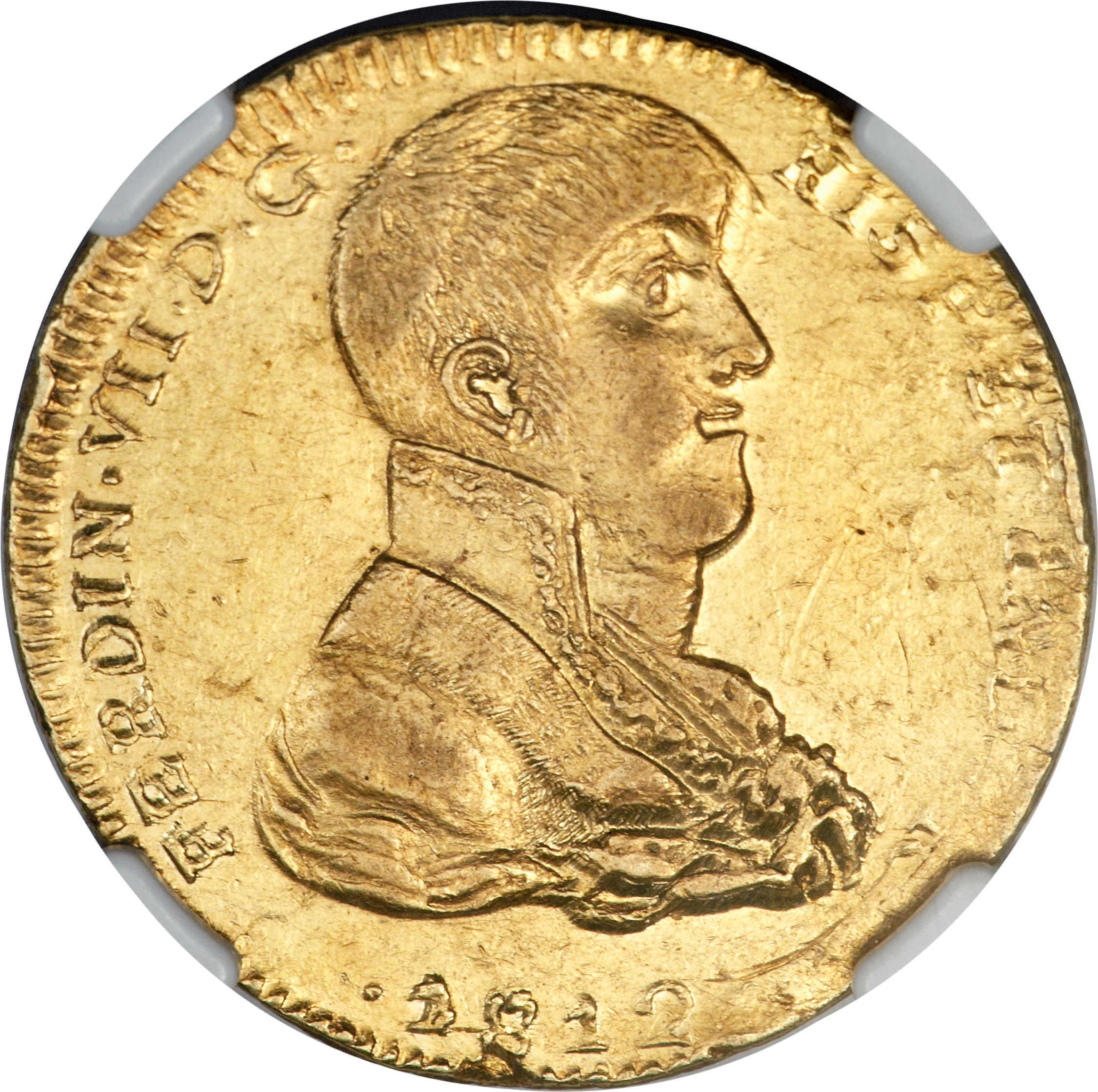
Moneda #5: Busto de Fernando VII, 1812, Guadalajara. Nótese el diseño rústico del retrato
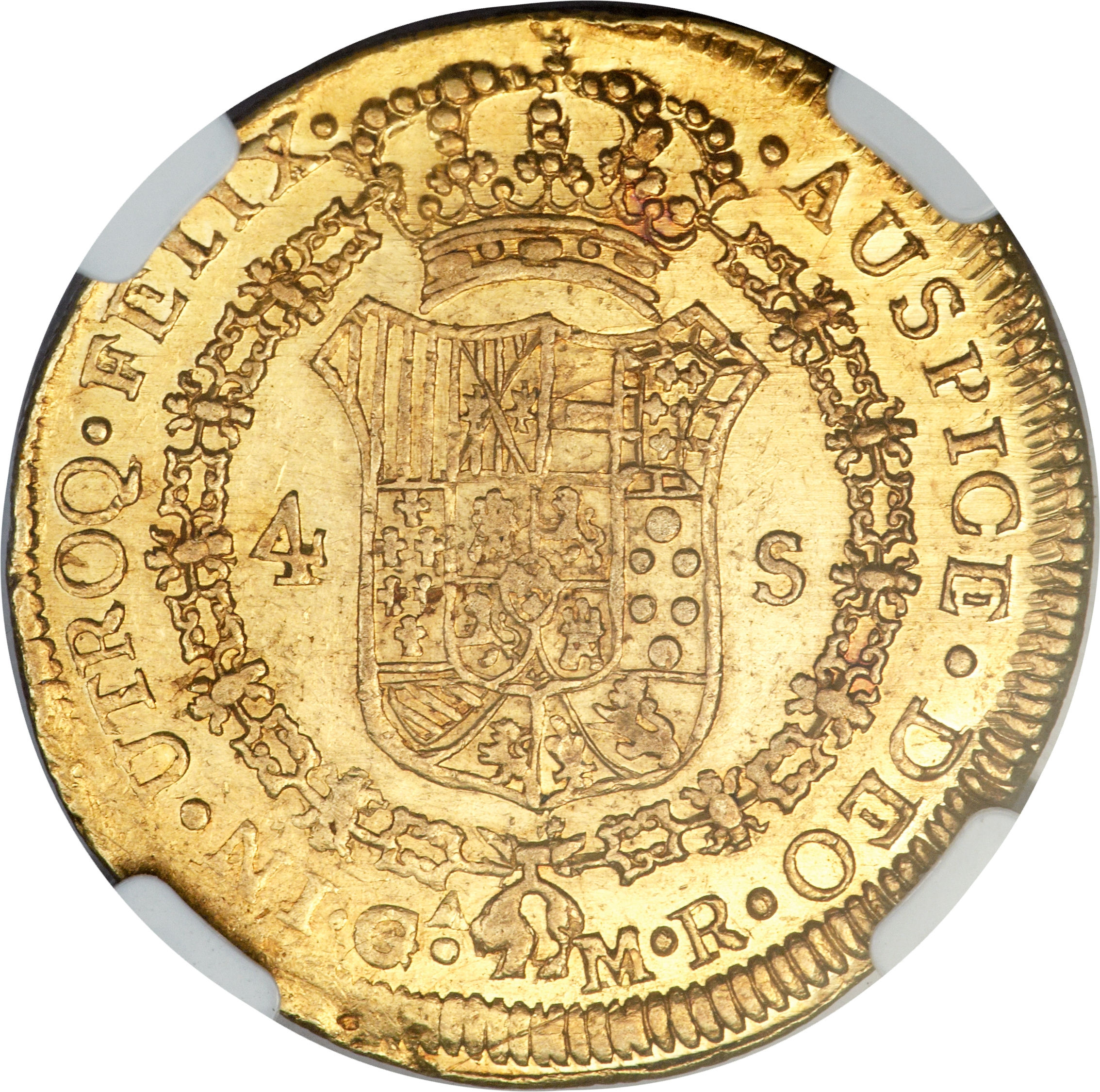
Moneda #5: Escudo del Imperio Español, 1812, Guadalajara. Nótese el diseño rústico del escudo
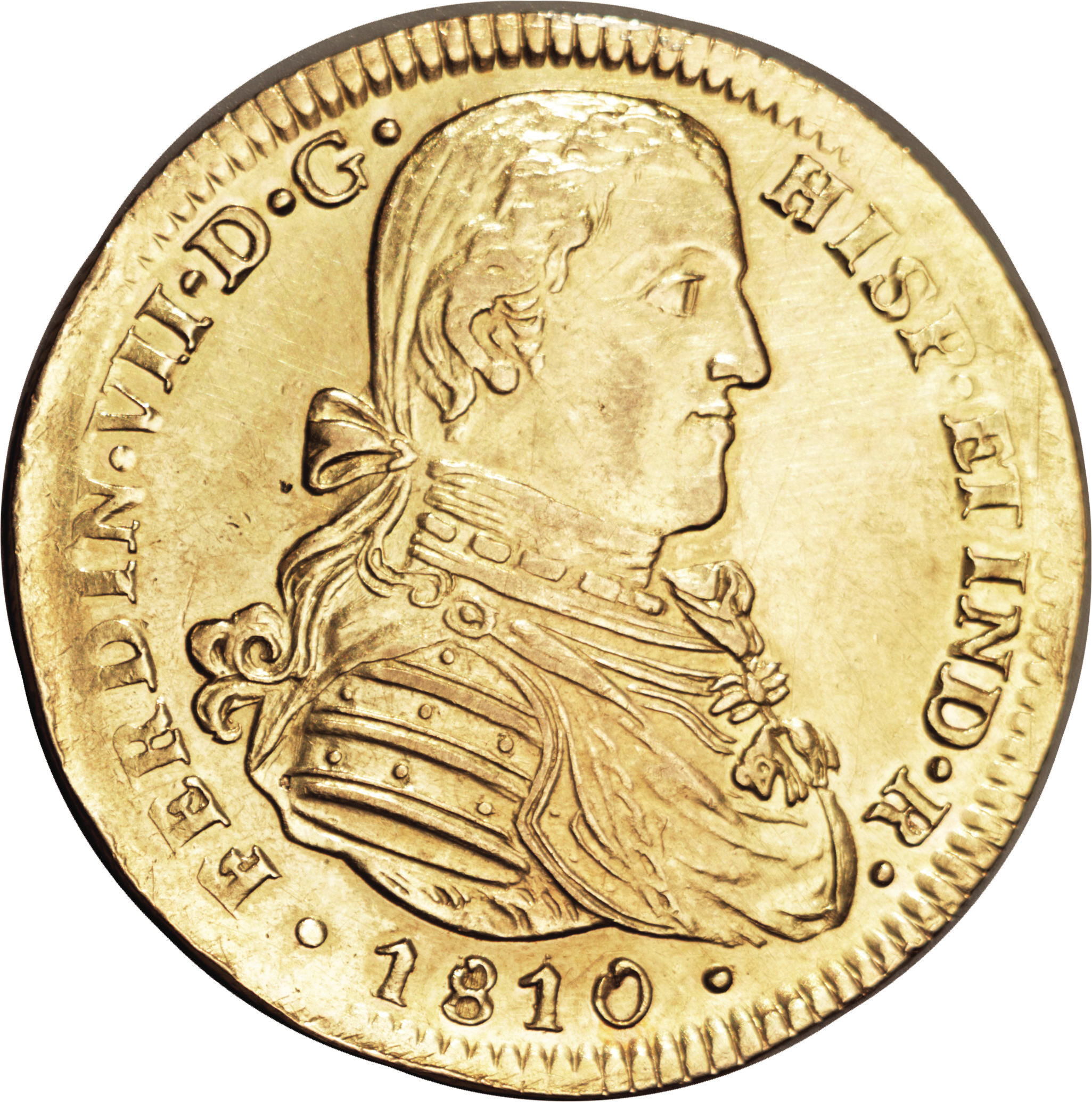
Moneda #6: Busto de Fernando VII, 1810, Ciudad de México
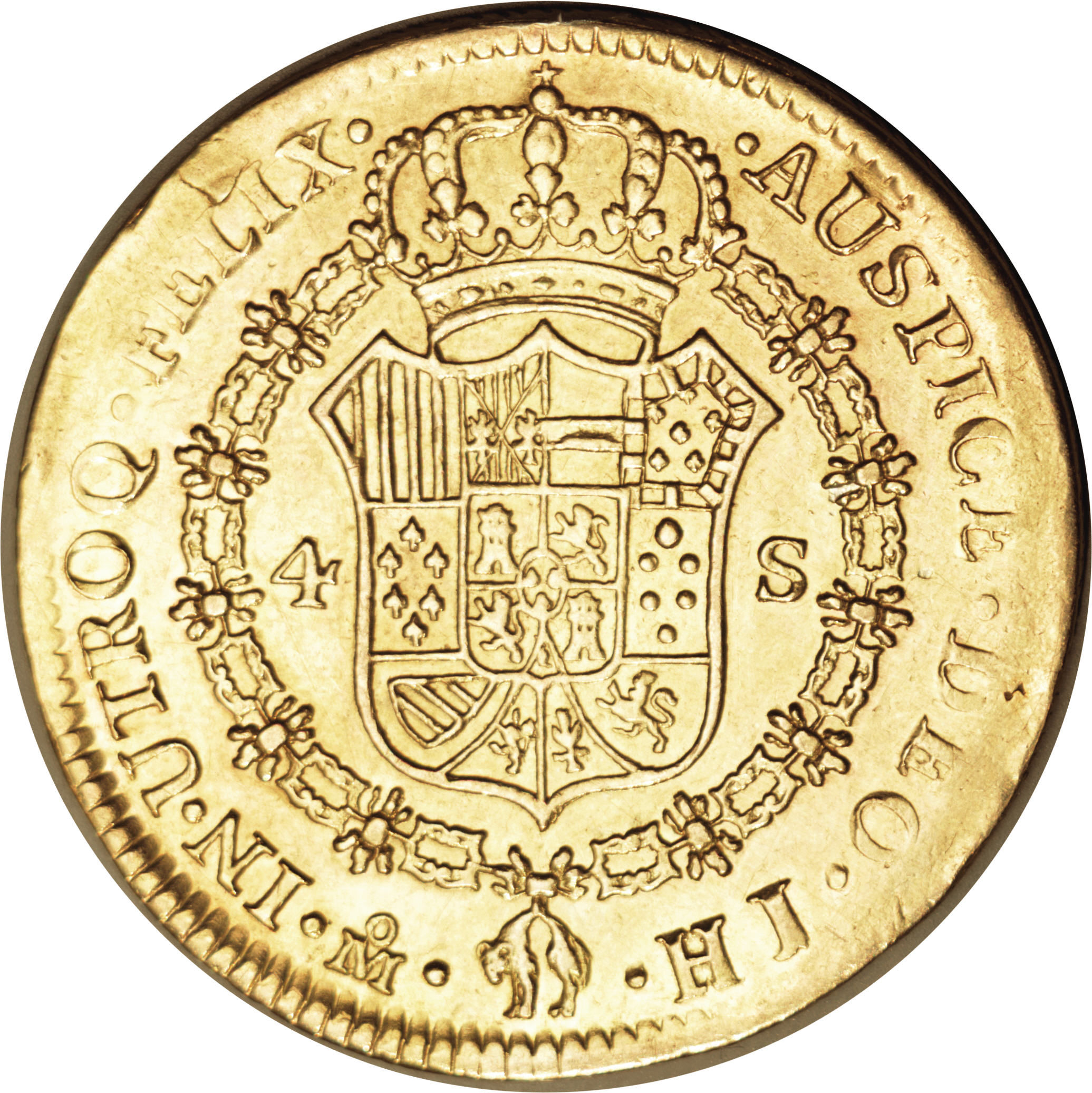
Moneda #6: Escudo del Imperio Español, 1810, Ciudad de México

##### 2 Escudos
Las monedas de 2 Escudos fueron monedas hechas de un total de 87.5% oro. Estas monedas pesaban 6.7668 gramos. Contrario a las monedas de mayor o menos valor, estas no vieron mucha acuñación y principalmente se hicieron en Ciudad de México y Nueva Guatemala. Contrario a otras variedades como la de 8 escudos, esta no fue acuñada por simpatizantes del Rey y la única variación que hay es la realizada por el Congreso de Chilpancingo.

Las monedas del gobierno novohispano tienen una busto del lado frontal y un escudo en el opuesto. La leyenda que sale es la misma que en monedas de 4 y 8 reales y el escudo que se enseña es el de España en su totalidad y no únicamente el de Castilla y León que se pone en los reales de plata. 

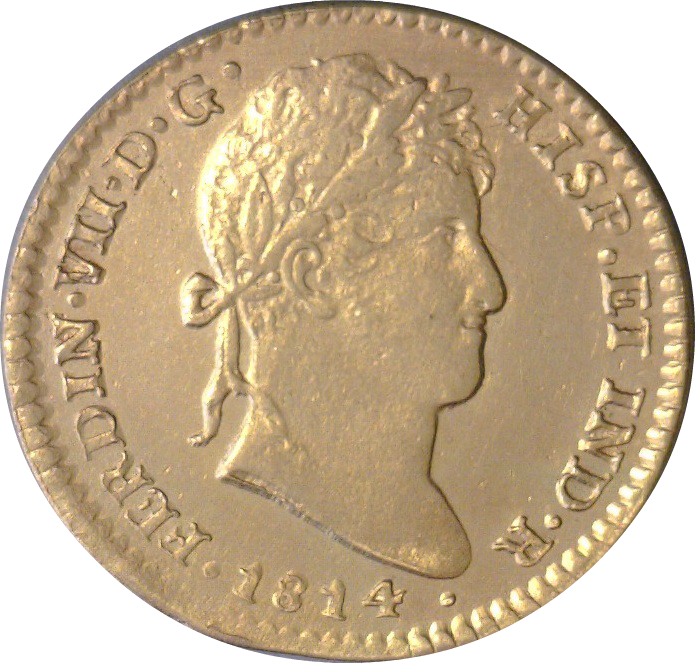
Moneda #1: Busto de Fernando VII. 2 Escudos acuñados en Ciudad de México, 1814
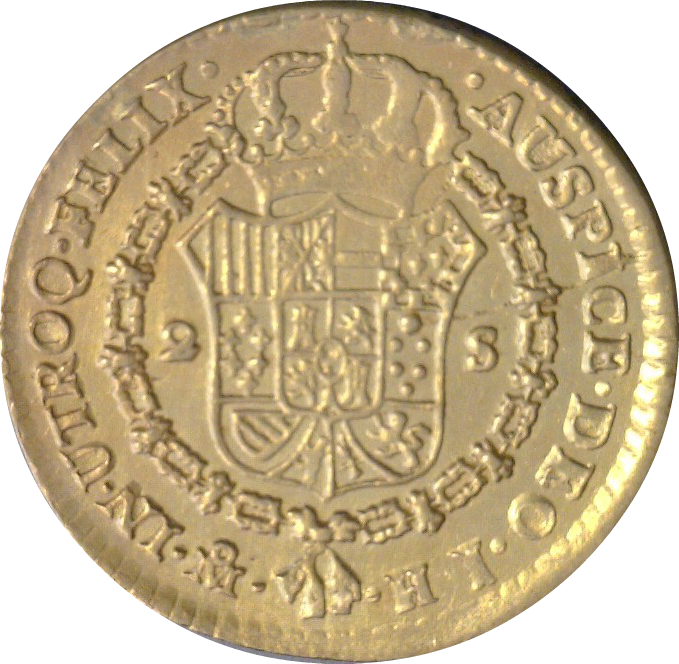
Moneda #1: Escudo Imperial. 2 Escudos, Ciudad de México 1814
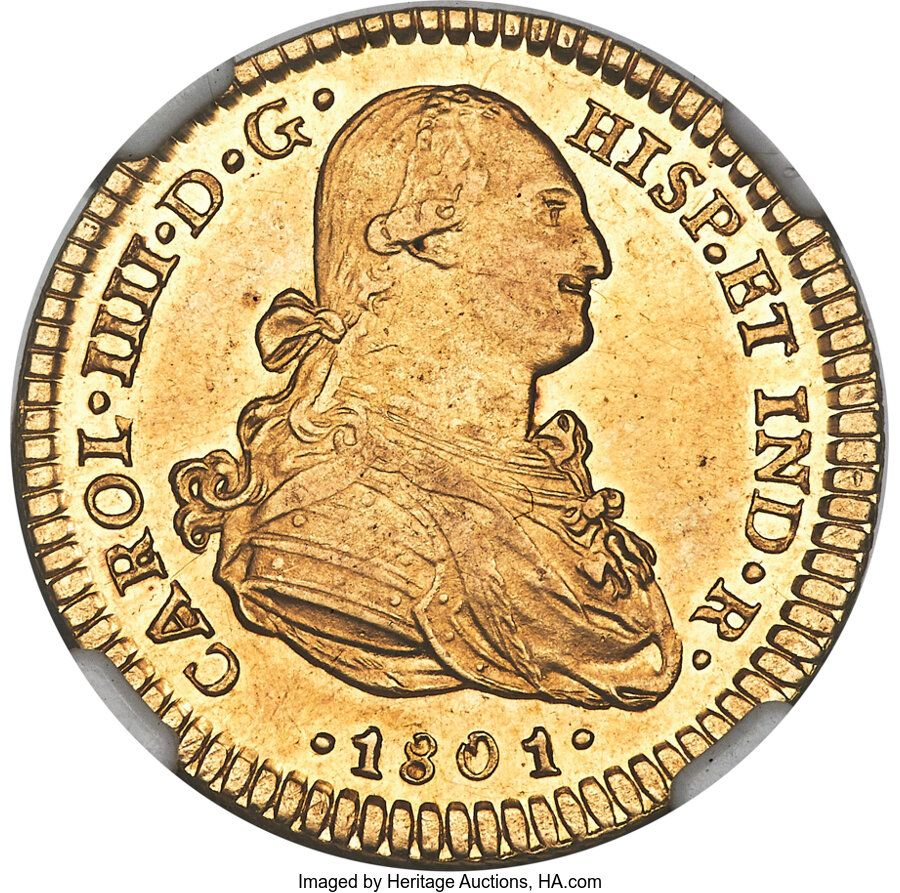
Moneda #2: Busto de Carlos IV. 2 Escudos acuñados en Ciudad de México, 1801.
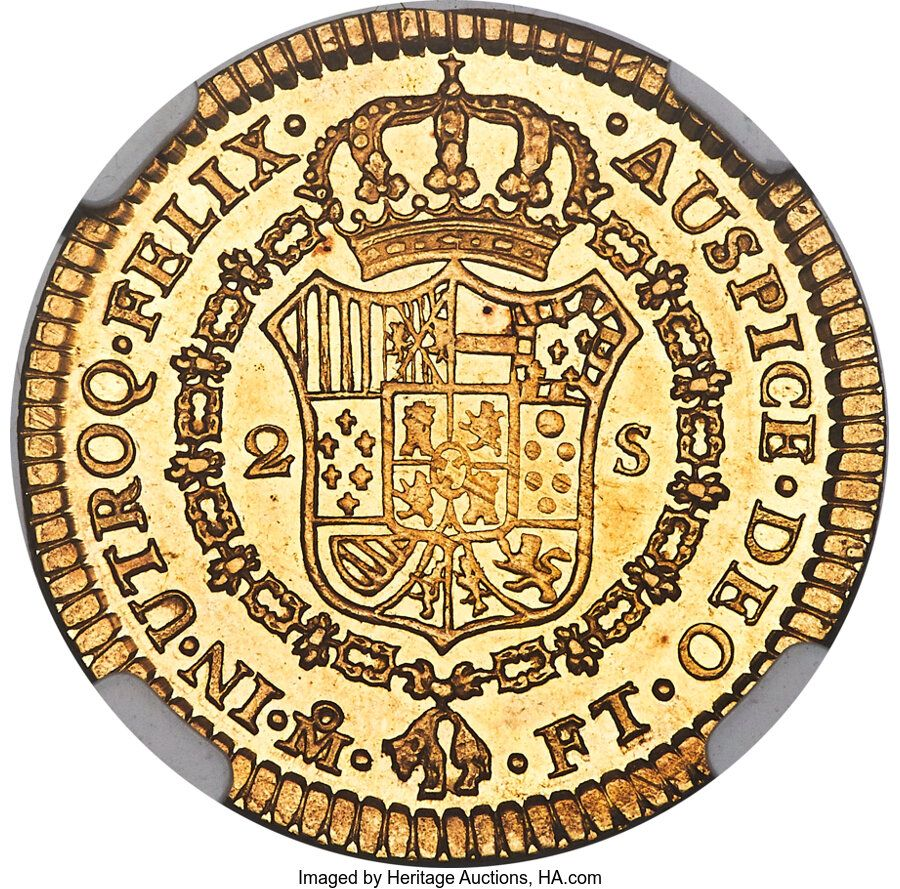
Moneda #2: Escudo Imperial. 2 Escudos, Ciudad de México 1801
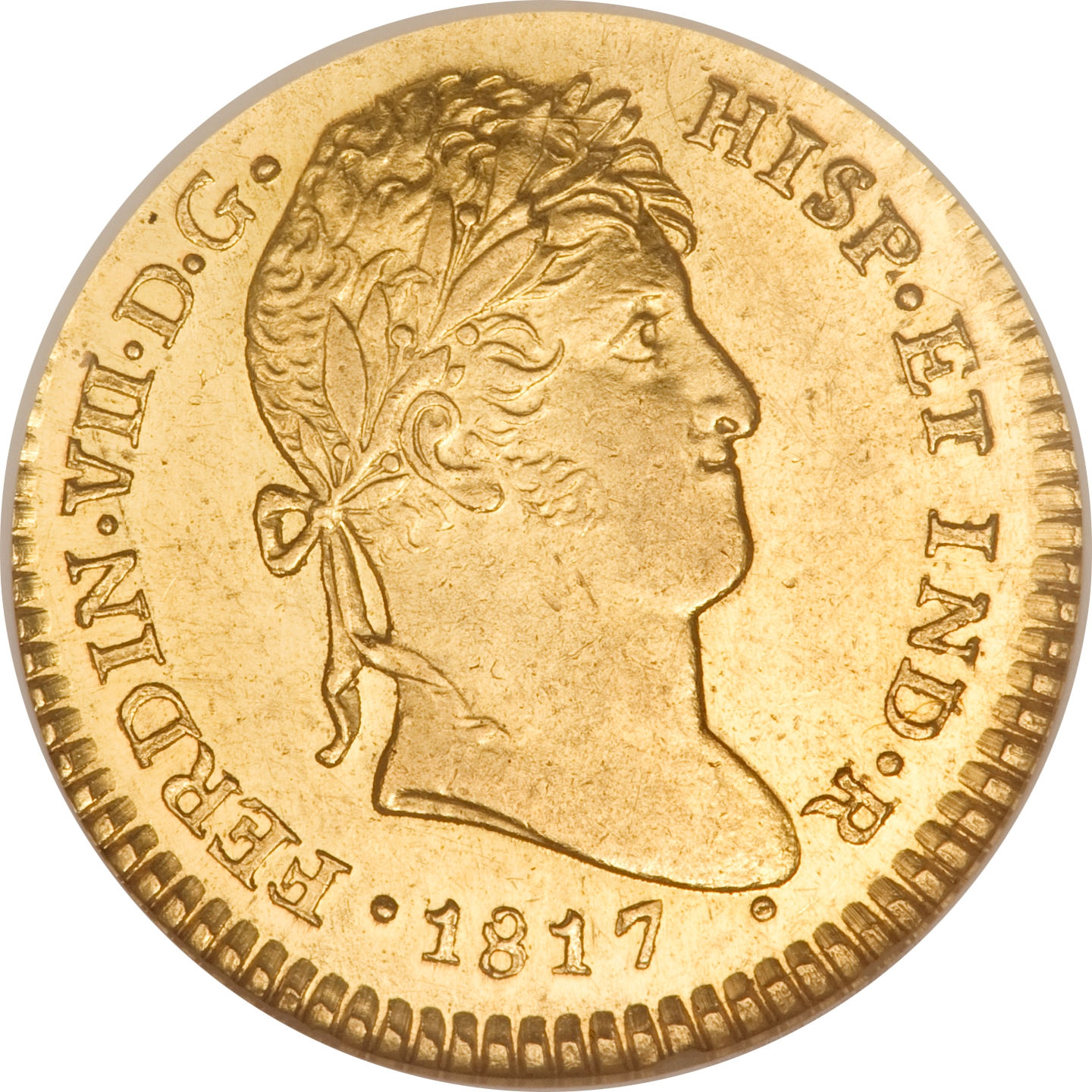
Moneda #3: Busto de Fernando VII. 2 Escudos acuñados en Nueva Guatemala, 1817
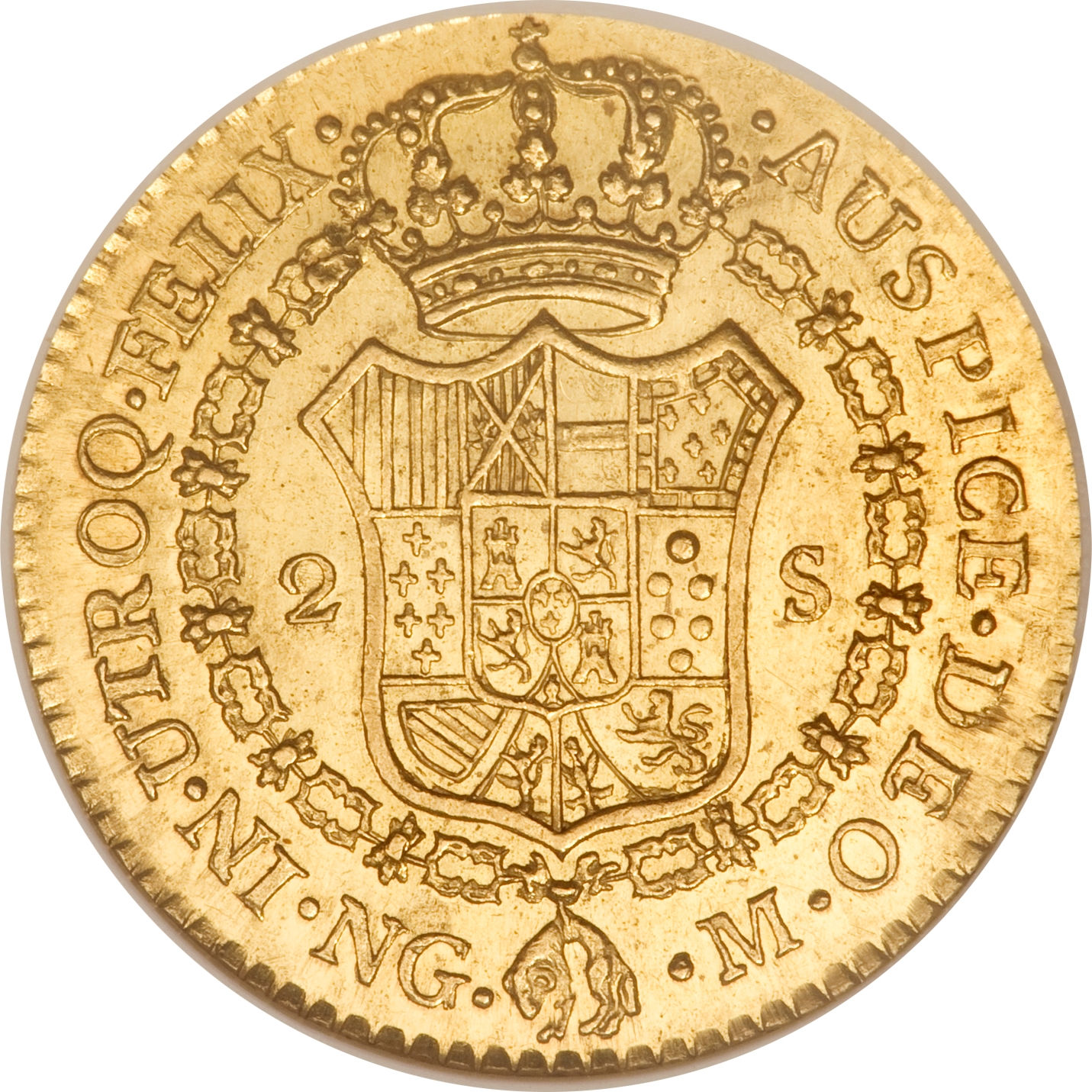
Moneda #3: Escudo Imperial. 2 Escudos acuñados en Nueva Guatemala, 1817

##### 1/2 Escudo

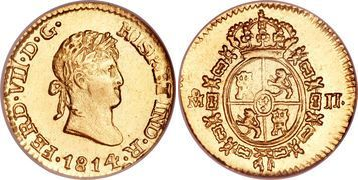
Medio escudo acuñado en la Nueva España durante el reinado de Fernando VII. Ciudad de México, 1814

Las monedas de menor denominación que se acuñaron durante el siglo XIX de la Nueva España fueron las de 1/2 escudo. Esta moneda fue acuñada de 1814 a 1821 y la principal razón por la que se empezó a acuñar fue debido a la crisis económica que sucedió en la América Española como consecuencia del caos peninsular que existía por las Guerras Napoleónicas. Algo importante de notar es que su tamaño refleja el de 1/2 real de plata y que esta fue la única moneda que fue utilizada por clases además de la comerciante y la aristocrática. Las pocas monedas de medio escudo acuñadas en la Nueva España fueron en su totalidad acuñadas en la Ciudad de México. Estas monedas continuaron siendo utilizadas durante el primer imperio mexicano y durante los primeros años de la república mexicana.   
Las monedas de medio escudo eran 87,5% oro puro con un peso de 1,69 gramos. Puede leerse que la leyenda de los medio escudo son idénticas en el frente a los demás escudos. Sin embargo la parte trasera tiene un escudo de armas significativamente más pequeño y exclusivamente retrata el escudo de armas de la corona de Castilla y León, contrario a los demás escudos que, como su nombre indica, mostraban la leyenda y el escudo de todas las coronas pertenecientes al rey de España

#### Reales

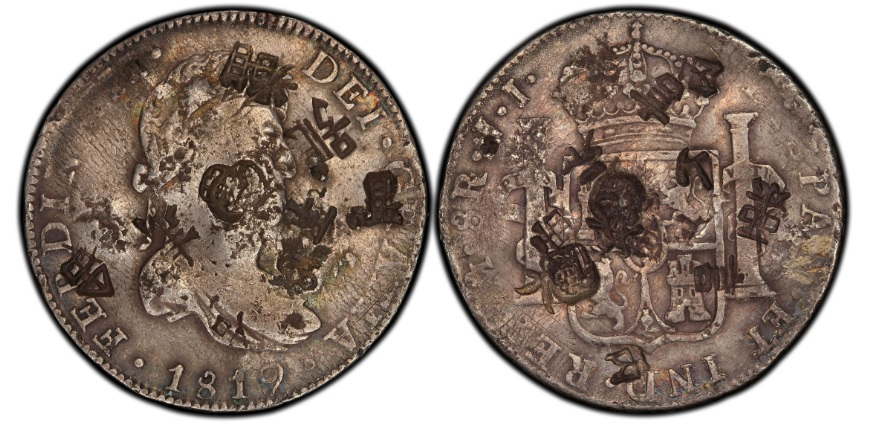
Prueba de la utilización del Real de plata como primer moneda global son la abundancia de reales con marcas chinas hechas por mercaderes del Imperio Qing. Esta costumbre inició con la conquista de Filipinas, pero continuó en el.

El Real español fue la principal moneda acuñada en Nueva España durante el siglo XIX. Durante esta época el Real español es utilizado universalmente como moneda de cambio y es considerada la primera moneda de uso global de la historia, promoviendo la globalización. Estas monedas fueron creadas en las principales casas de la moneda de Nueva España y sus divisiones son de 1/2 real hasta 8 reales. Los reales acuñados por Carlos IV y Fernando VII se caracterizaban por la utilización de un retrato en donde los monarcas vestían al estilo de emperador romano en la cara, mientras que en el escudo se observa el escudo de España. Contrario a los escudos de oro, el escudo utilizado por los reales de plata es meramente el del Reino de Castilla, en vez del escudo imperial.

##### 8 Reales
El real de 8 era la moneda de plata de mayor denominación que se acuñó en el Imperio Español. Esta moneda era la principal en transacciones comerciales realizadas por comerciantes españoles con comerciantes chinos en las Islas Filipinas. De igual manera los reales de 8 fueron utilizados en otras partes de Asia y fueron muy demandados debido a su calidad de plata y su confiabilidad.
El peso de 8 reales es de 

##### 4 Reales
Las monedas de 4 Reales fueron acuñadas tanto en la Ciudad de México como en la Ciudad de Guatemala y en otras ciudades por realistas. Este tamaño de moneda fue la menos acuñada de los reales debido a su valor que era de muy bajo valor para transacciones significativas para las clases más altas de la Nueva España, pero a la vez era de un valor muy alto para las clases más populares como para que fuera práctica de utilización. Es por esto mismo que gran parte de las monedas de 4 reales que existen actualmente meramente son pedazos de una moneda y, en general, hay significativamente menos evidencias de la utilización de esta moneda en comparación con el famoso Real de 8 o los medios, reales y dos reales.  
La moneda de 4 reales fue utilizada por el gobierno para acuñar monedas de proclamación, las cuales se acuñaron en honor al ascenso al trono de Fernando VII frente a su padre Carlos IV. De igual manera estas monedas fueron acuñadas por realistas y simpatizantes del rey durante la crisis política y económica que existió en la Nueva España a partir de la invasión de Napoleón a la península ibérica. La principal razón de la acuñación de monedas 

##### 1 Real

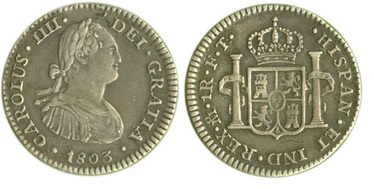
1 Real, Carlos IV, acuñado en Ciudad de México, 1803

También simplemente llamadas real, las monedas de 1 real fueron, junto con las de 2 y medio real, las más populares de utilizar en la economía novohispana por su facilidad de carga, tamaño y por su valor que era suficiente para comprar sin necesitar de mucho cambio. 
Las monedas de 1 real fueron utilizadas por el Rey Fernando VII en 1808 para conmemorar su proclamación como nuevo rey de España después de subir al trono tras derrocar a su papá Carlos IV. Estas monedas conmemorativas se circularon y fueron las únicas monedas que se acuñaron en Trujillo, Honduras y en San Salvador, El Salvador. 
El Congreso de Chilpancingo acuñó monedas de 1 real igual que distintas ciudades de la Nueva España lo hicieron para mostrar su apoyo al rey y su posición contra los insurgentes y contra la invasión napoleónica de la península ibérica. 

Las monedas de 1 real tenían un peso de 3,38 gramos y eran 90.3% plata. Su diámetro fue de 20 milímetros y su grosor de tan solo 0.8 milímetros. 

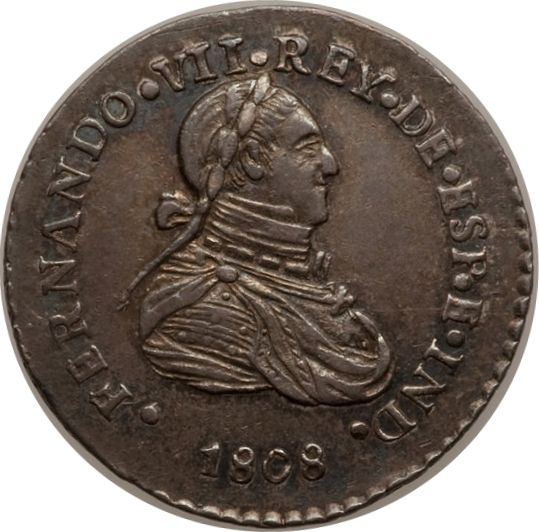
Moneda #1: Busto de Fernando VII, 1 Real conmemorativo celebrando la coronación de Fernando VII. Acuñado en Trujillo, 1808
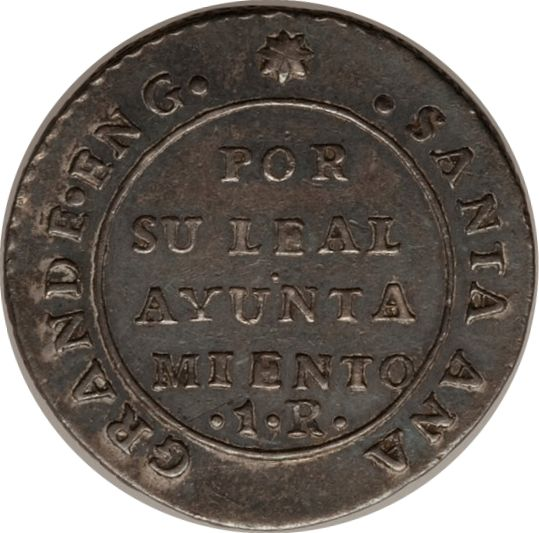
Moneda #1: Proclamación de lealtad por parte del ayuntamineto de Trujillo. Un real, Fernando VII conmemorativo. Trujillo, 1808
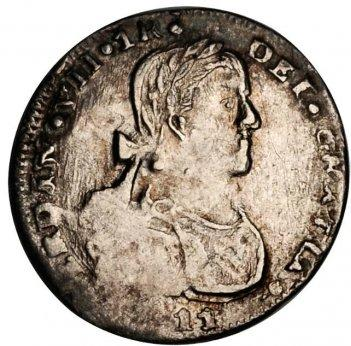
Moneda #2: Moneda acuñada por el Gobierno Provisional de Zacatecas mostrando apoyo al rey de España, 1811. Nótese el busto simplista y caricaturezco
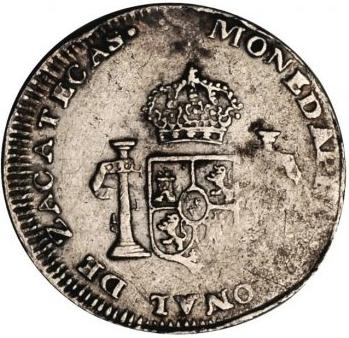
Moneda #2: Escudo de 1 Real del Gobierno Provisional de Zacatecas. Nótese la leyend está sobre-escrita de una leyenda de 1 real de Carlos IV.
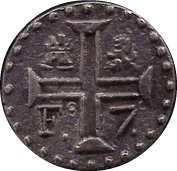
Moneda #3: 1 Real acuñado en Oaxaca, 1812. Nótese el diseño súmamente diferente de los reales acuñados en Ciudad de México.
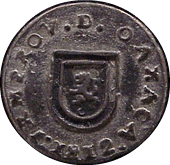
Moneda #3: Escudo de 1 Real acuñado en Oaxaca por el Gobierno Provisional de Oaxaca.
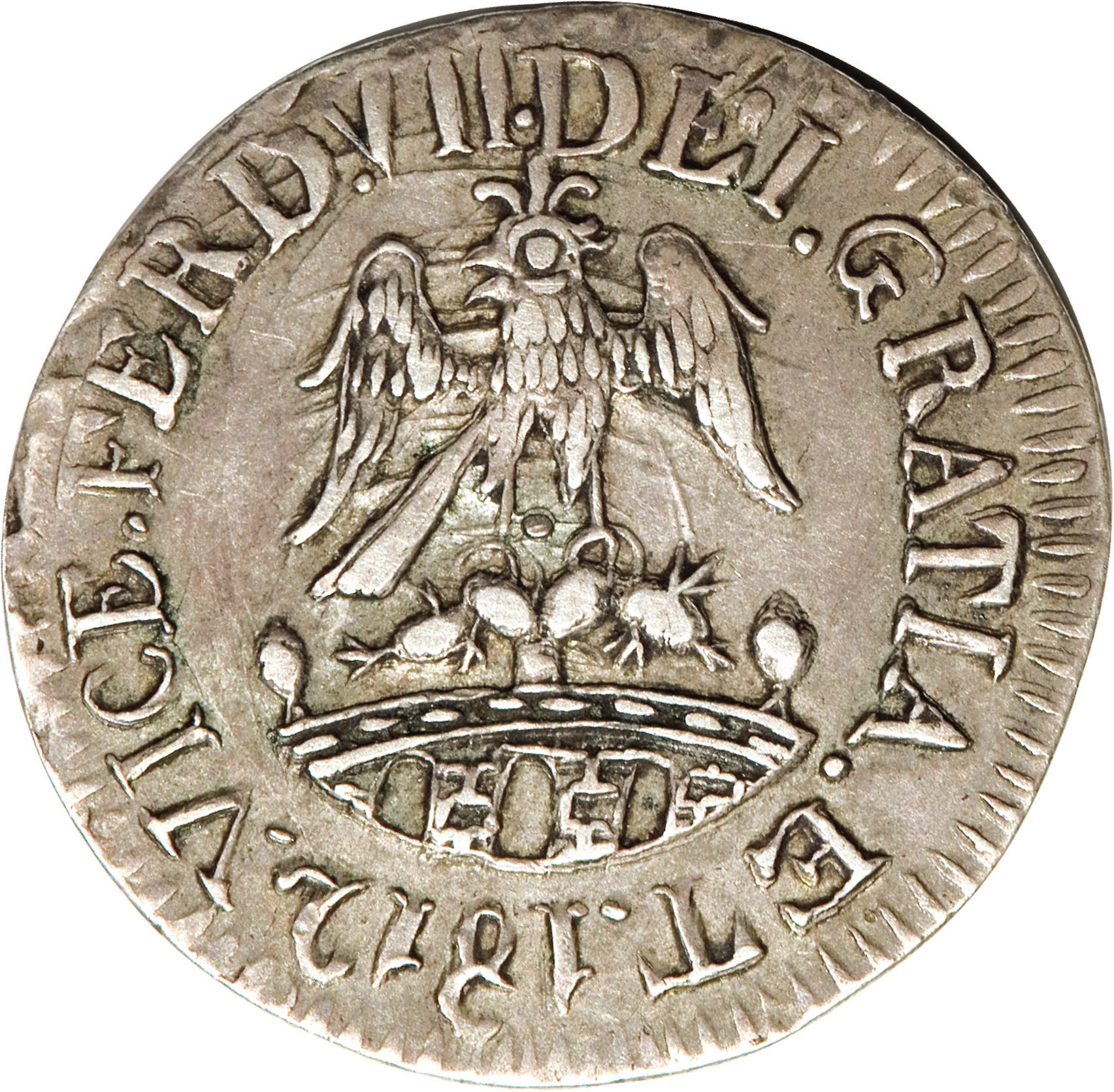
Moneda #4: 1 Real acuñado por el Congreso de Chilpancingo liderado por José María Morelos y Pavón, 1812. Como escudo se está utilizando el escudo del Reino de México.
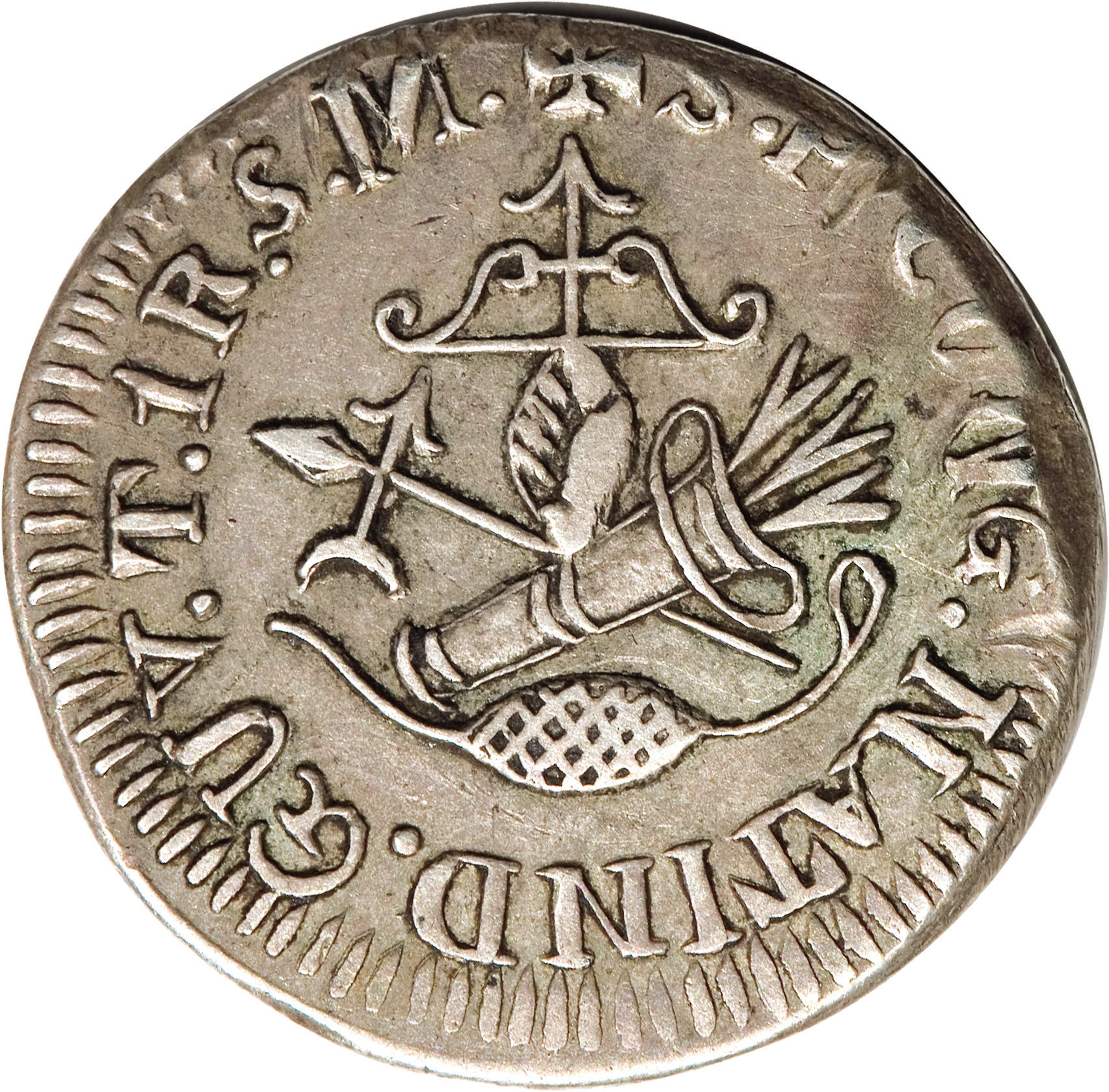
Moneda #4: Cara de 1 real acuñado por el Congreso de Chilpancingo. La cara contiene un arco, flecha, carcaj y un puño y la leyenda la proclamación del Primer Congreso de las Indias.
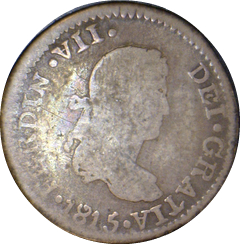
Moneda #5: Busto en 1 Real acuñado por simpatizantes de Fernando VII en Guadalajara, Nueva Galicia 1815.
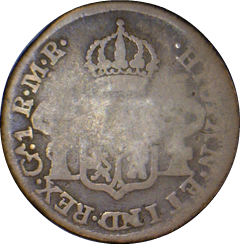
Moneda #5: Escudo de 1 Real acuñado en Guadalajara.
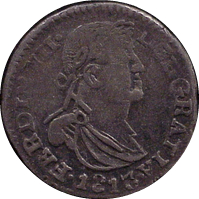
Moneda #6: Busto del Rey Fernando VII, Durango 1813. Nótese el diseño más informal y de menor calidad que las de Ciudad de México
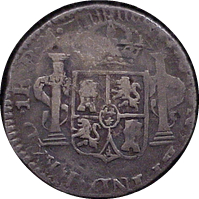
Moneda #6: Escudo de 1 Real acuñado en Durango. Obsérvese la D en la leyenda y la calidad inferior en diseño en comparación a las monedas de Ciudad de México
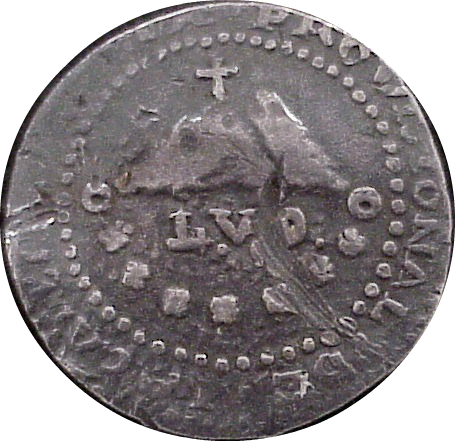
Moneda #7: Cara de 1 Real del Gobierno Provisional de Zacatecas, 1811. Nótese que en vez del busto del rey se tiene la imagen de un cerro con una cruz
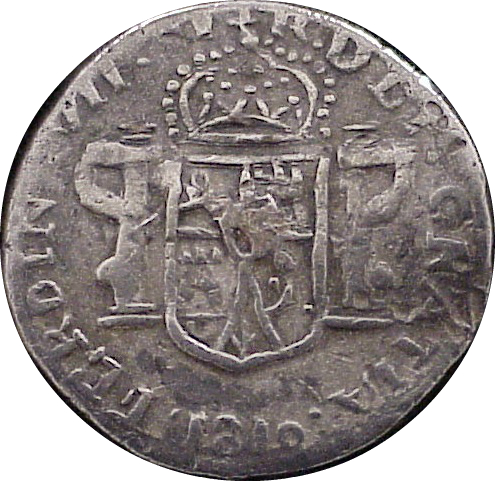
Moneda #7: Escudo de 1 Real acuñado por el Gobierno Provisional de Zacatecas, 1811. Nótese la calidad del diseño es de una calidad significativamente peor que las creadas por el gobierno novohispano en Ciudad de México
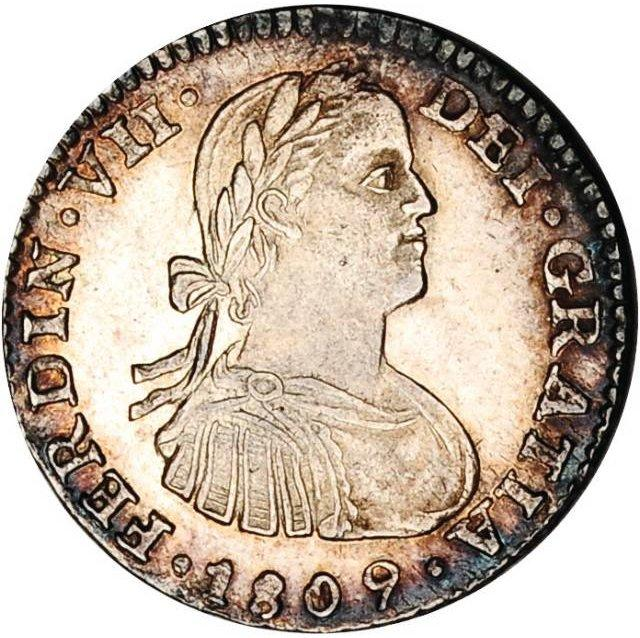
Moneda #8: Busto de Fernando VII en 1 Real acuñado por la Ciudad de México, 1809
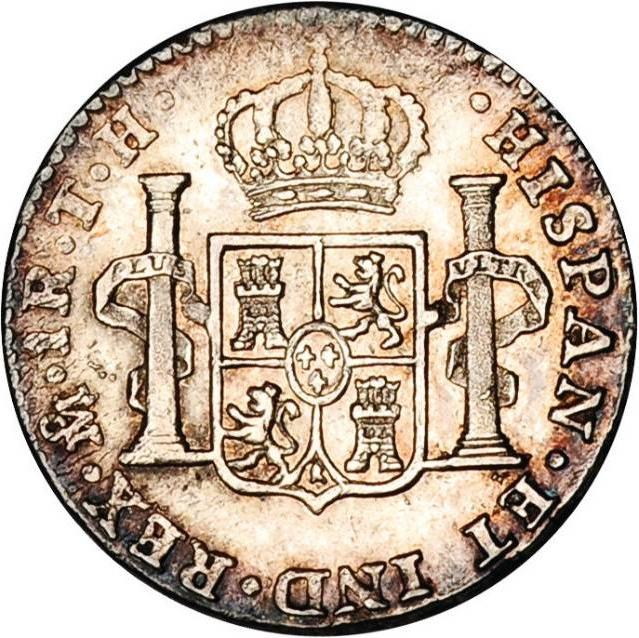
Moneda #8: Escudo de 1 real acuñado en Ciudad de México, 1809
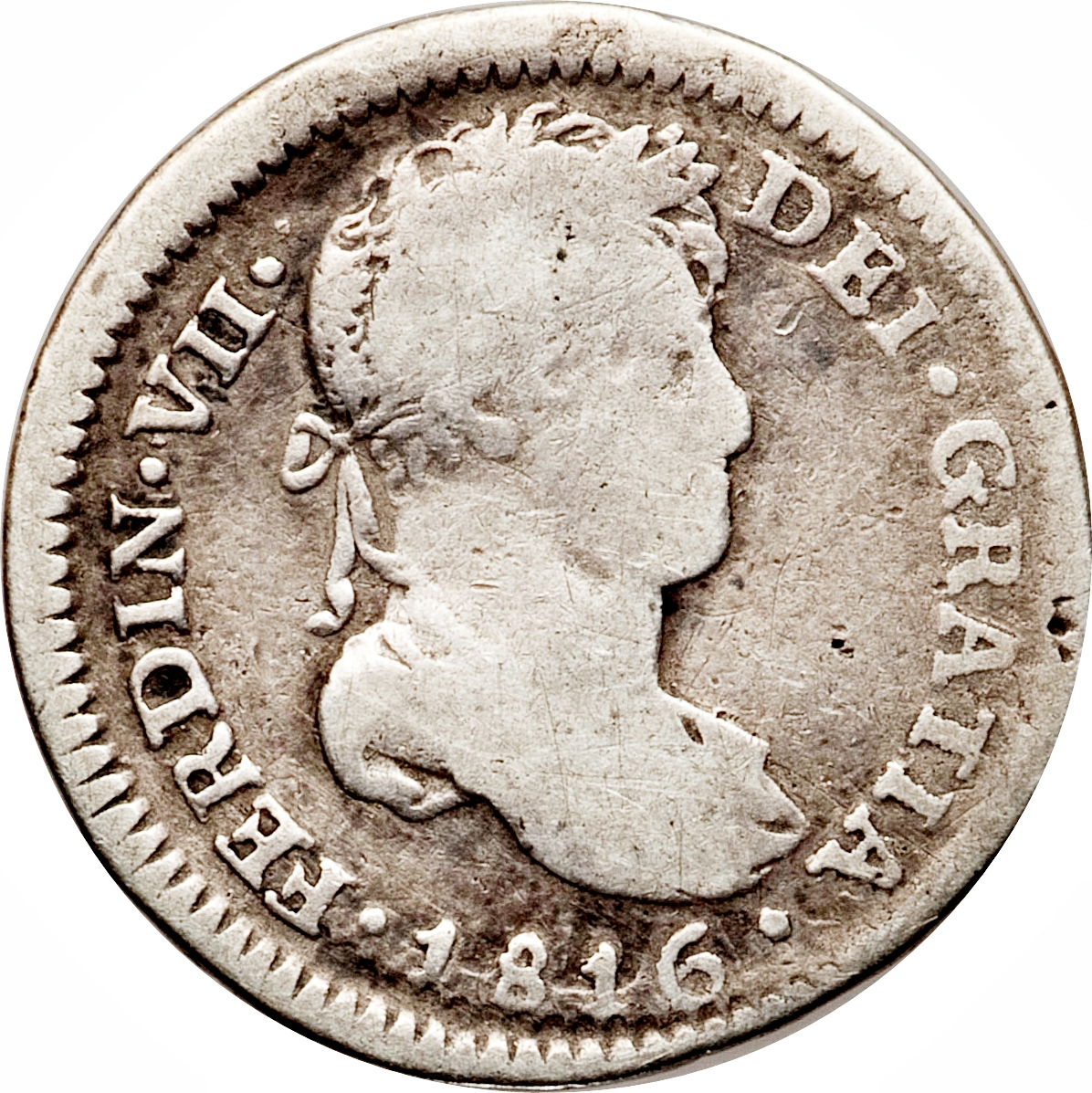
Moneda #9: Busto de Fernando VII acuñado en Nueva Guatemala, 1816
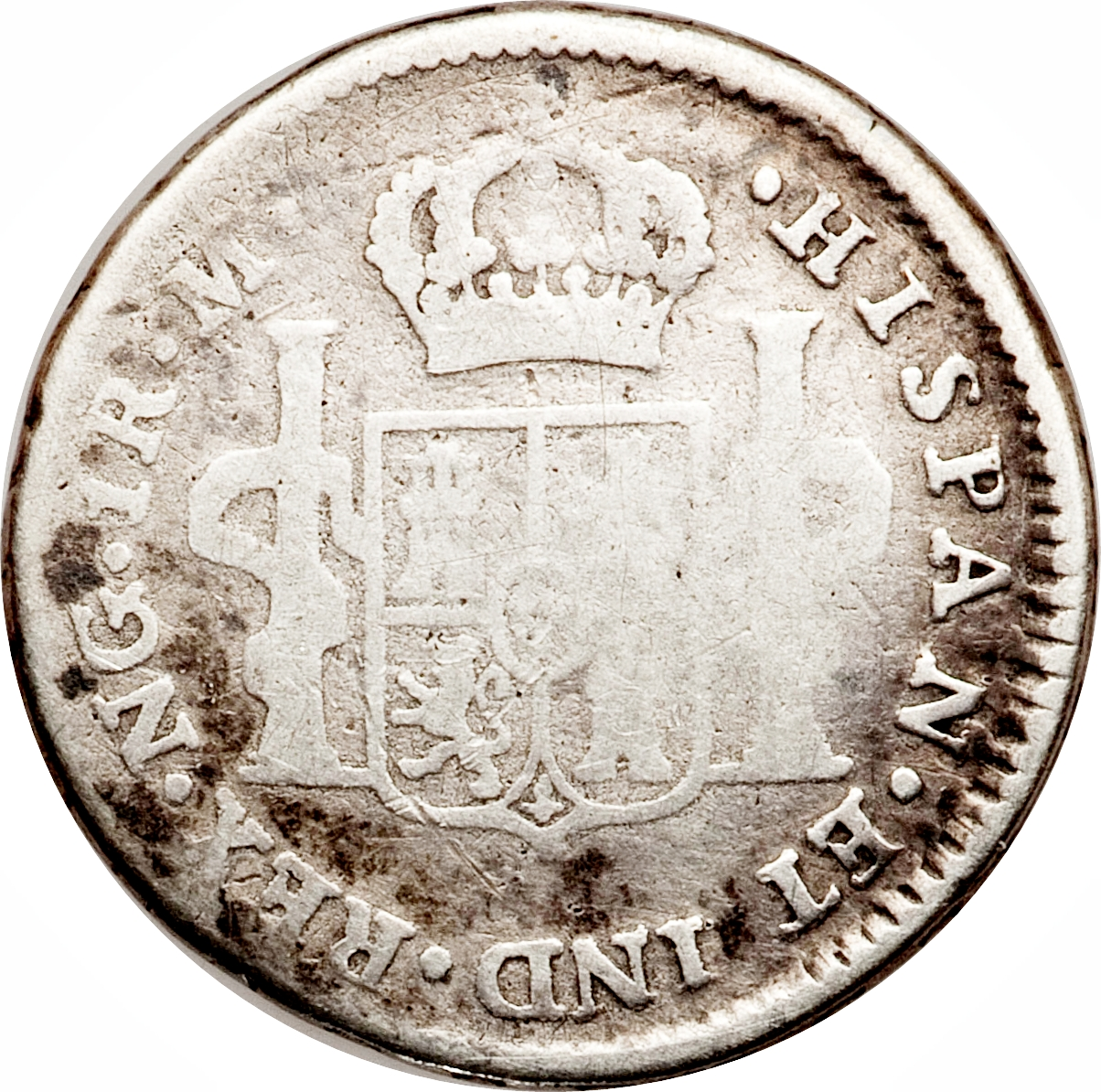
Moneda #9: Escudo de 1 Real acuñado por Nueva Guatemala, 1816
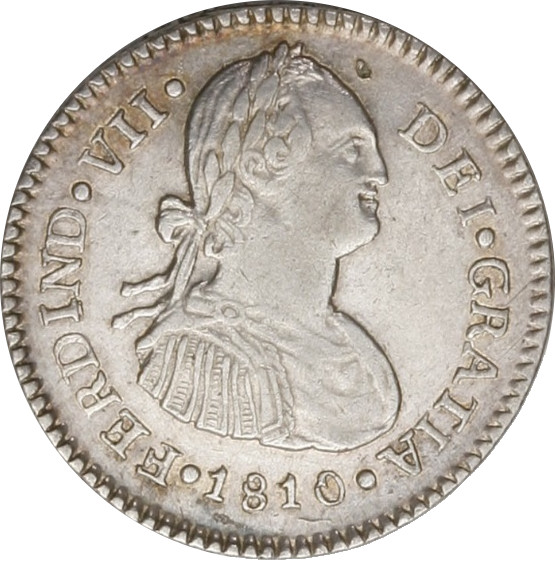
Moneda #10: Busto de 1 Real acuñado en 1810 de Fernando VII. Nótese que el busto de 1808 a 1810 en Nueva Guatemala fue de Carlos IV, aunque la leyenda dijera Fernando VII.
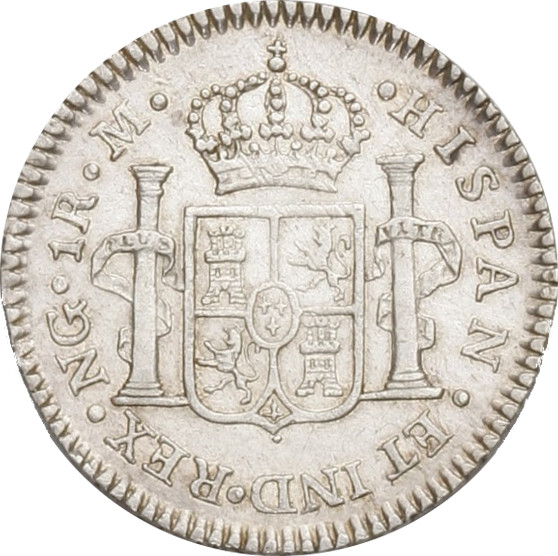
Moneda #10: Escudo de 1 Real Acuñado en Nueva Guatemala, 1810
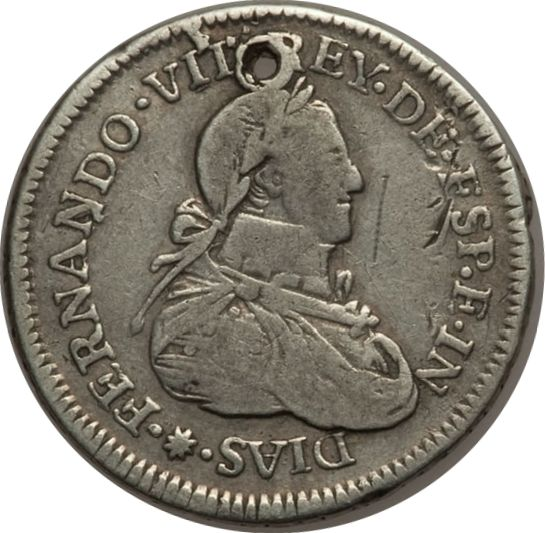
Moneda #11: Busto de 1 Real conmemorativo acuñado en San Salvador, 1808. Esta fue la única moneda acuñada en la ciudad.
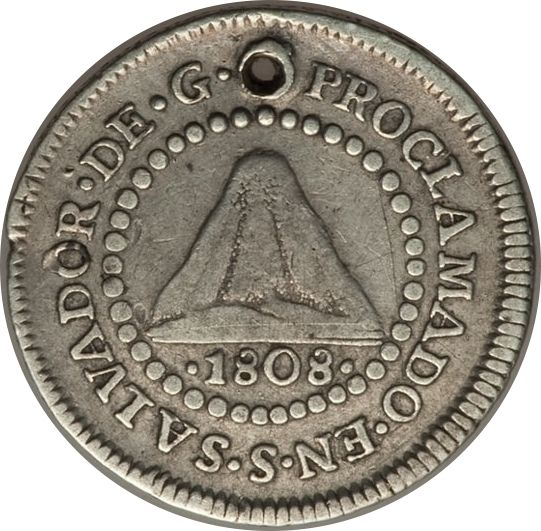
Moneda #11. Escudo con un cerro en 1 Real conmemorando la proclamación de Fernando VII, acuñada en San Salvador 1808.
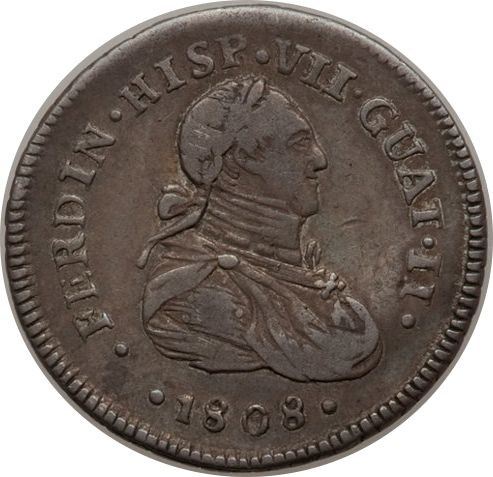
Moneda #12. Busto de Fernando VII conmemorando la coronación del rey. Acuñada en Ciudad de Guatemala, 1808
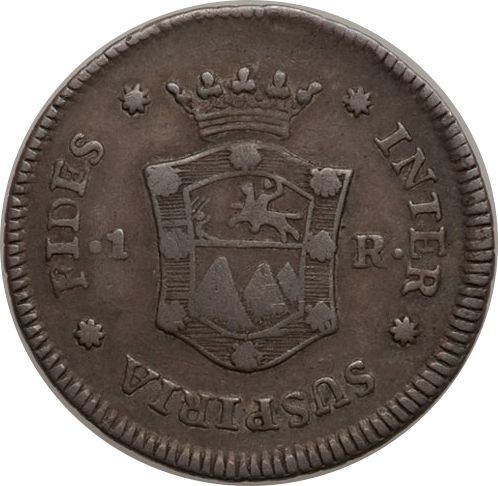
Moneda #12. Escudo de Nueva Guatemala de la Asunción en 1 Real conmemorando la proclamación de Fernando VII como rey de España, 1808.

##### 1/2 Real
Las monedas de Medio real fueron las que mayor popularidad tuvieron durante el siglo XIX en la Nueva España, en especial con las clases más populares. Fueron las monedas que más se acuñaron en la Nueva España y algo de gran importancia a señalar es la cantidad de variedades que fueron creadas tanto por grupos rebeldes como por grupos simpatizantes con el rey Fernando VII de España. 
Las monedas gubernamentales se caracterizan por tener el busto del rey Fernando VII (1808-1821) y Carlos IV (1800-1808) con la leyenda "Ferdín VII/Carolus IIII DEI GRATIA 1800" que significa en español "Rey Fernando VII/CarlosIV por la gracia de Dios, año 1800". La otra cara de la moneda contiene el escudo con la leyenda "Hispan Et Ind R Mo I I", significando en español "Rey de España y las Indias, acuñado en Ciudad de México bajo el secretario I.I". Las iniciales del secretario y ciudad de acuñación varian conforme al año y área donde fueron acuñadas. Estas monedas fueron exclusivamente acuñadas por la casa de la moneda en Nueva Guatemala de la Asunción y en Ciudad de México.
Las monedas de los simpatizantes por el Rey Fernando puede leerse leyendas similares, inclusive en las acuñadas por el Congreso de Chilpancingo liderado por José María Morelos y Pavón. 

El peso estándar de medio real es de 1.69 gramos y su porcentaje de plata es del 90.3%. Tienen un diámetro de 17mm y una anchura de 0.75mm 

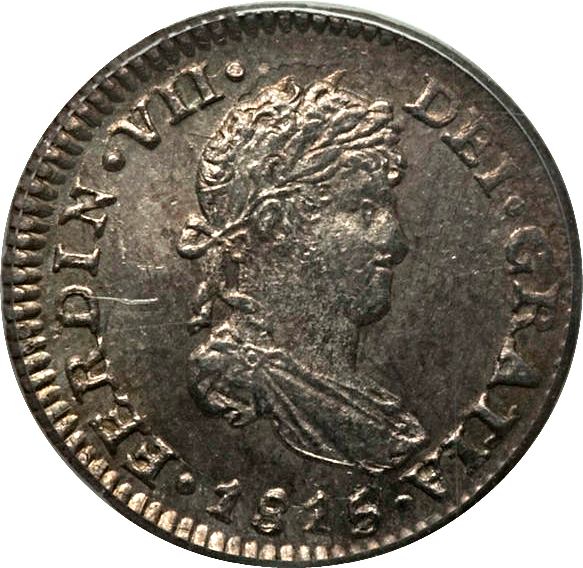
Moneda #1: Busto de Fernando VII, 1815 Ciudad de México
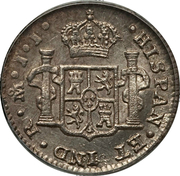
Moneda #1: Escudo de Medio Real, Ciudad de México 1815
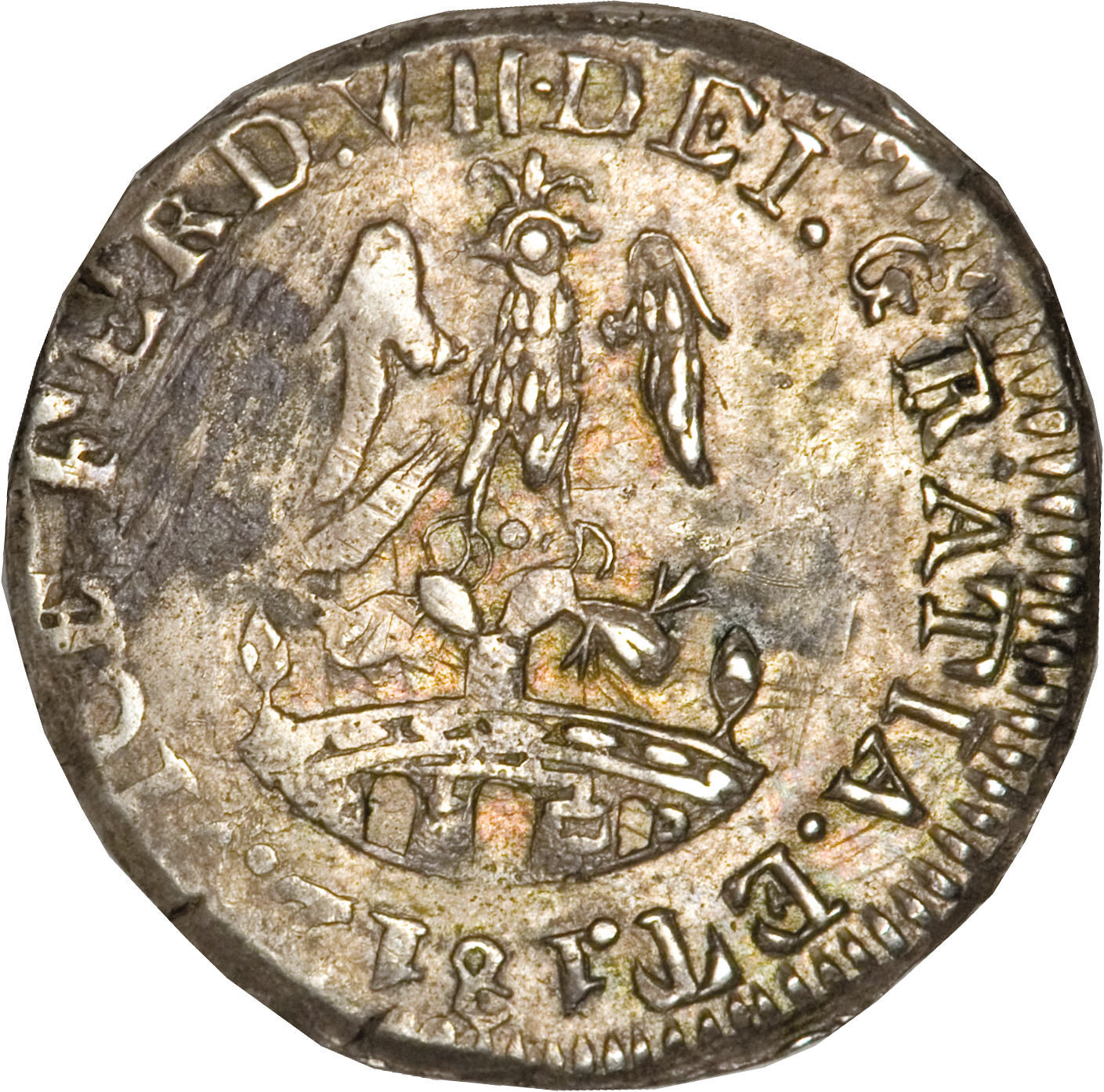
Moneda #2: Medio real acuñada por el Congreso de Chilpancingo, liderado por José María Morelos y Pavón. Nótese las características rústicas del águila y leyenda
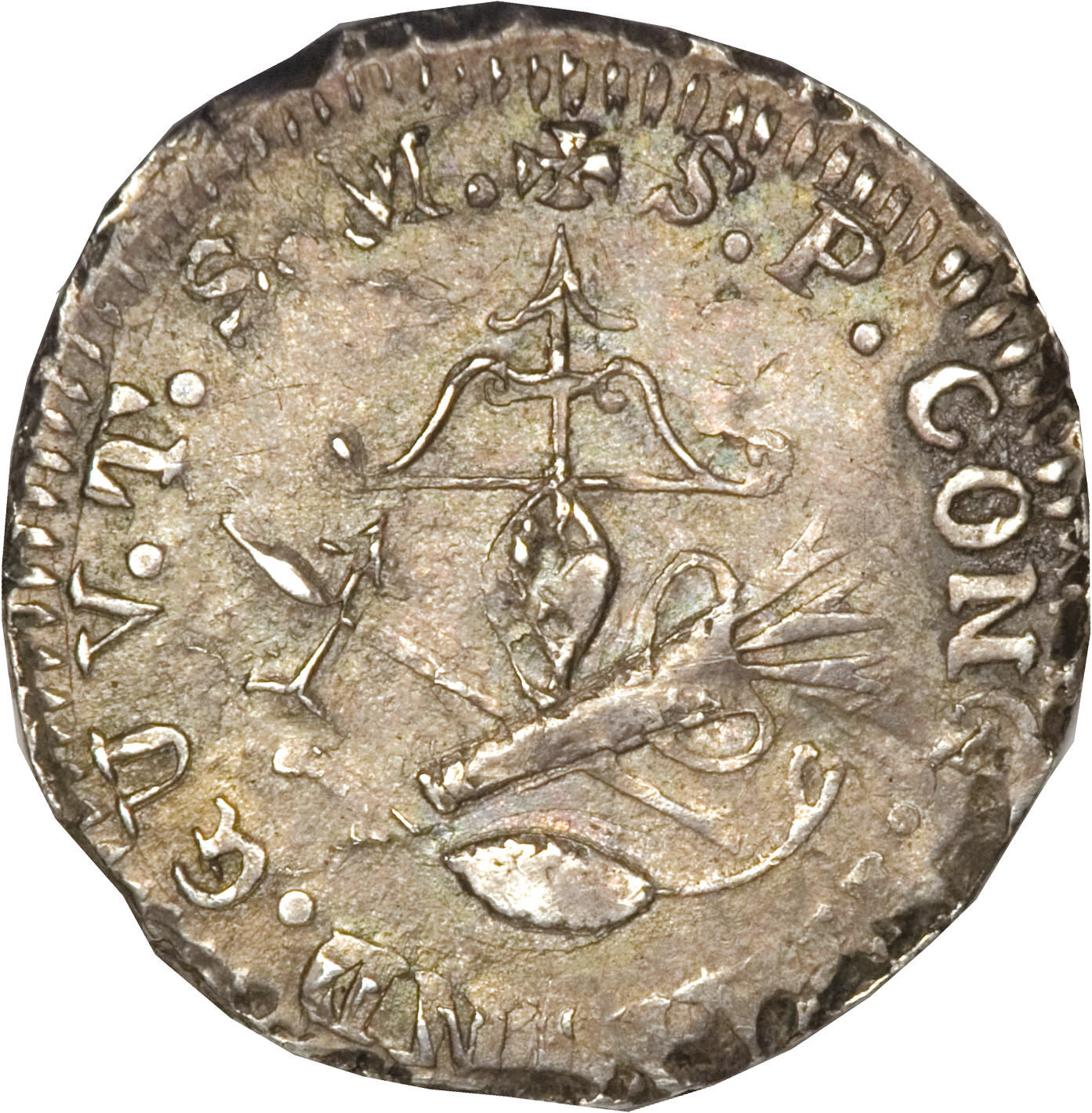
Moneda #2: Parte trasera de medio real insurgente. Obsérvese la simplicidad de las imágenes y leyenda
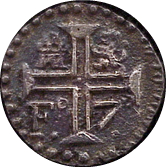
Moneda #3: Medio real acuñado en la Ciudad de Oaxaca por simpatizantes del Rey Fernando VII.
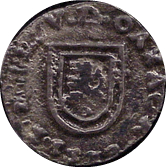
Moneda #3: Escudo de medio real acuñado en Oaxaca. Obsérvese la leyenda y año de acuñación, 1810.
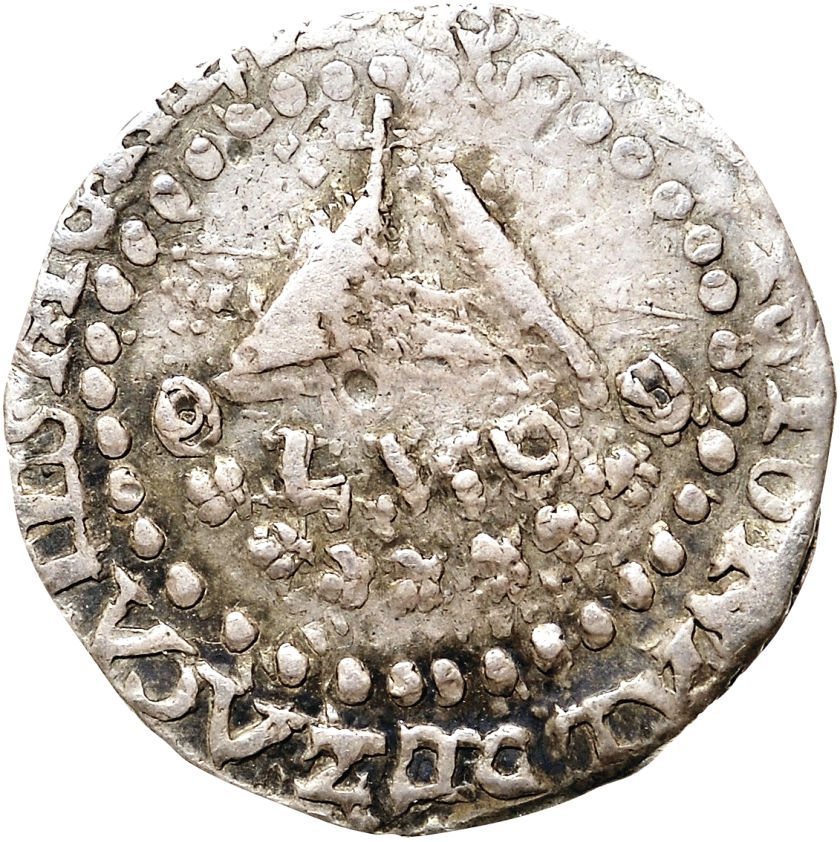
Moneda #4: Medio Real de simpatizantes del Rey Fernando VII, Zacatecas 1810. Contrario a la mayoría de monedas, esta contiene leyenda distinta y en vez de busto tiene el dibujo de un cerro con una cruz
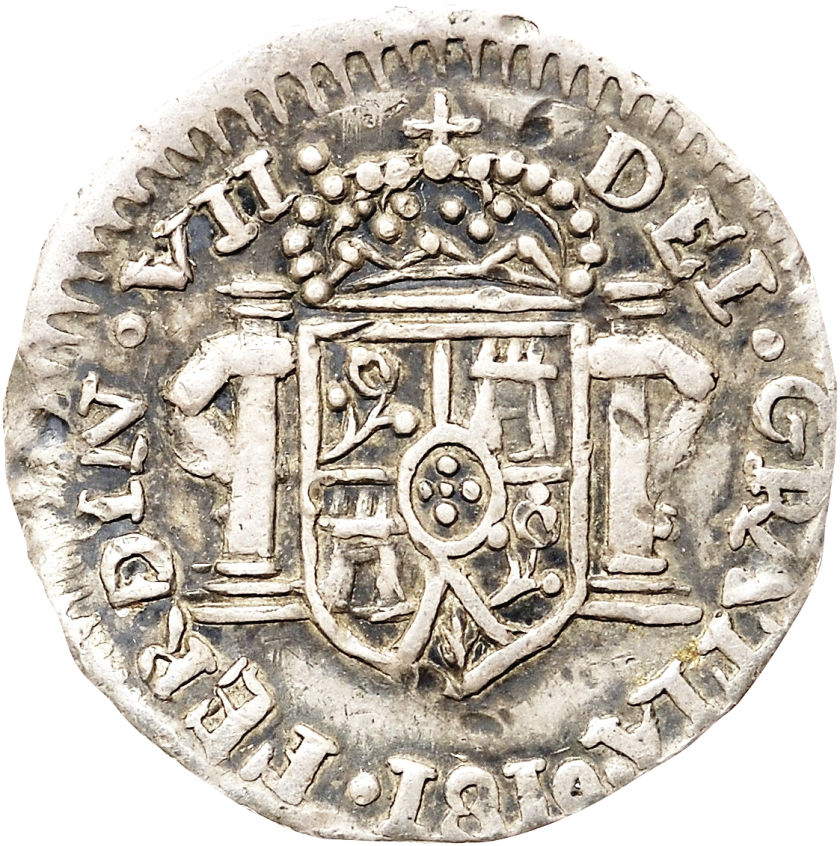
Moneda #4: Medio Real de simpatizantes por el Rey Fernando. Obsérvese el diseño rústico del escudo
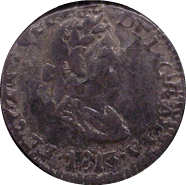
Moneda #5: Medio real acuñado en la capital del reino de Nueva Vizcaya, Durango. Obsérvese el diseño del busto es más caricaturezco que la moneda #1
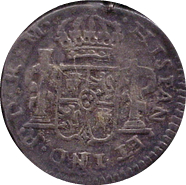
Moneda #5: Escudo de medio real. Nótese la diferencia de la D en vez de la Mo para indicar que fue hecha en Durango
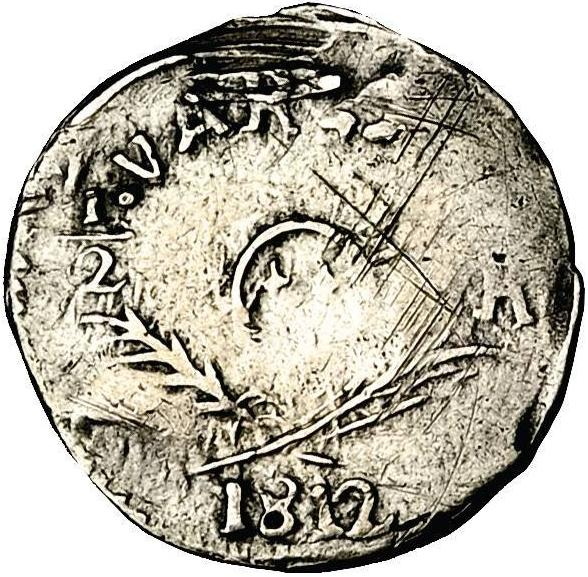
Moneda #6: Medio real del gobierno provisional de Varga en Sombrerete, Zacatecas, 1812. Nótese que en vez de busto del rey se tiene una heráldica y la leyenda se lee como "VARGA 1812"
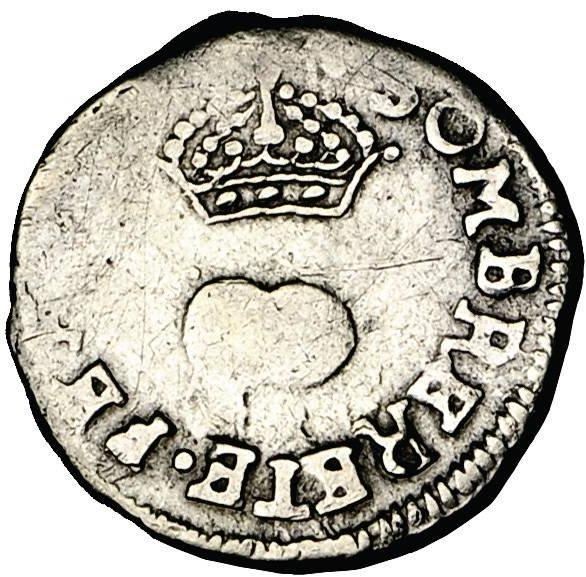
Moneda #6: Imitiación del escudo "vtraque vnum" sin las columnas y con la leyenda "Ferdin VII Sombrerete"
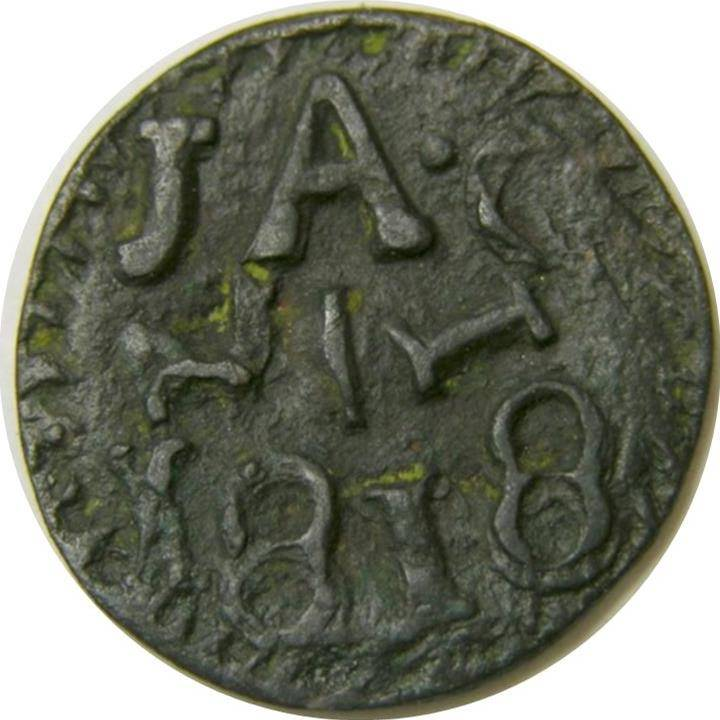
Moneda #7: Medio real acuñado por Jose Antonio de la Garza en San Fernando Béxar, 1818. Esta fue la primer y única moneda acuñada en Texas durante la Nueva España. Es el único medio real fiduciario, es decir, hecho de cobre con la promesa de pago en plata
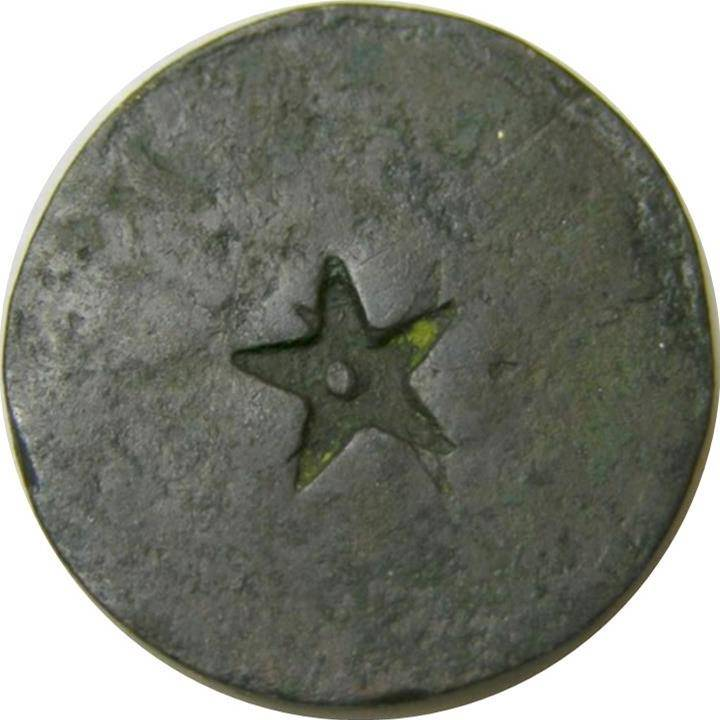
Moneda #7: Escudo del medio real de San Fernando Béxar. Nótese que únicamente hay una estrella. Esta es la primer referencia iconográfica en Texas como el "estado de la estrella"
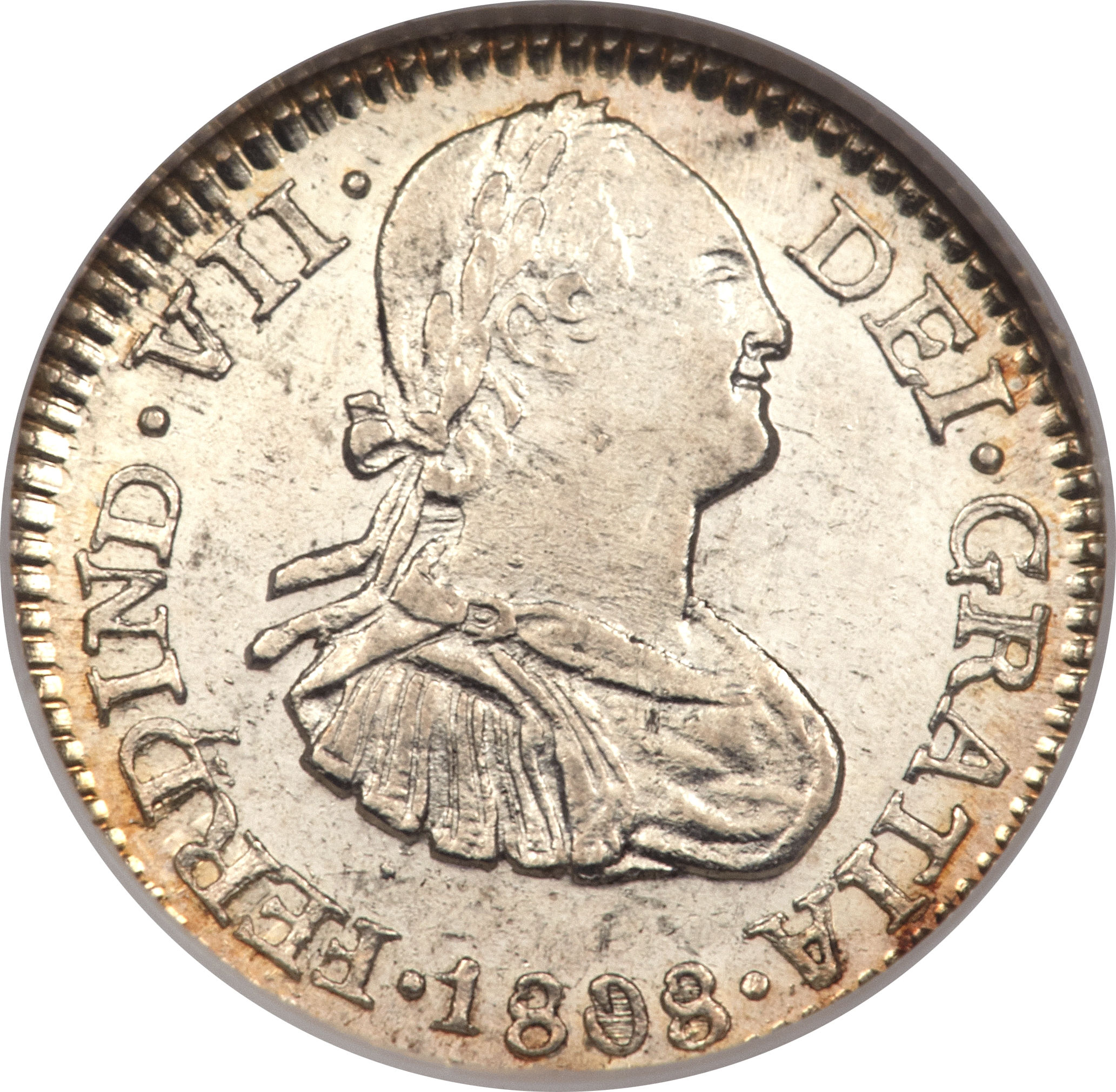
Moneda #8: Medio Real acuñado de 1808 a 1810 en Nueva Guatemala. Nótese el busto que se ve no es el de Fernando, sino de Carlos IV aunque la leyenda lea Fernando VII. Esto es debido al desconocimiento de cómo era el monarca hasta 1810 cuando llega su retrato a Guatemala
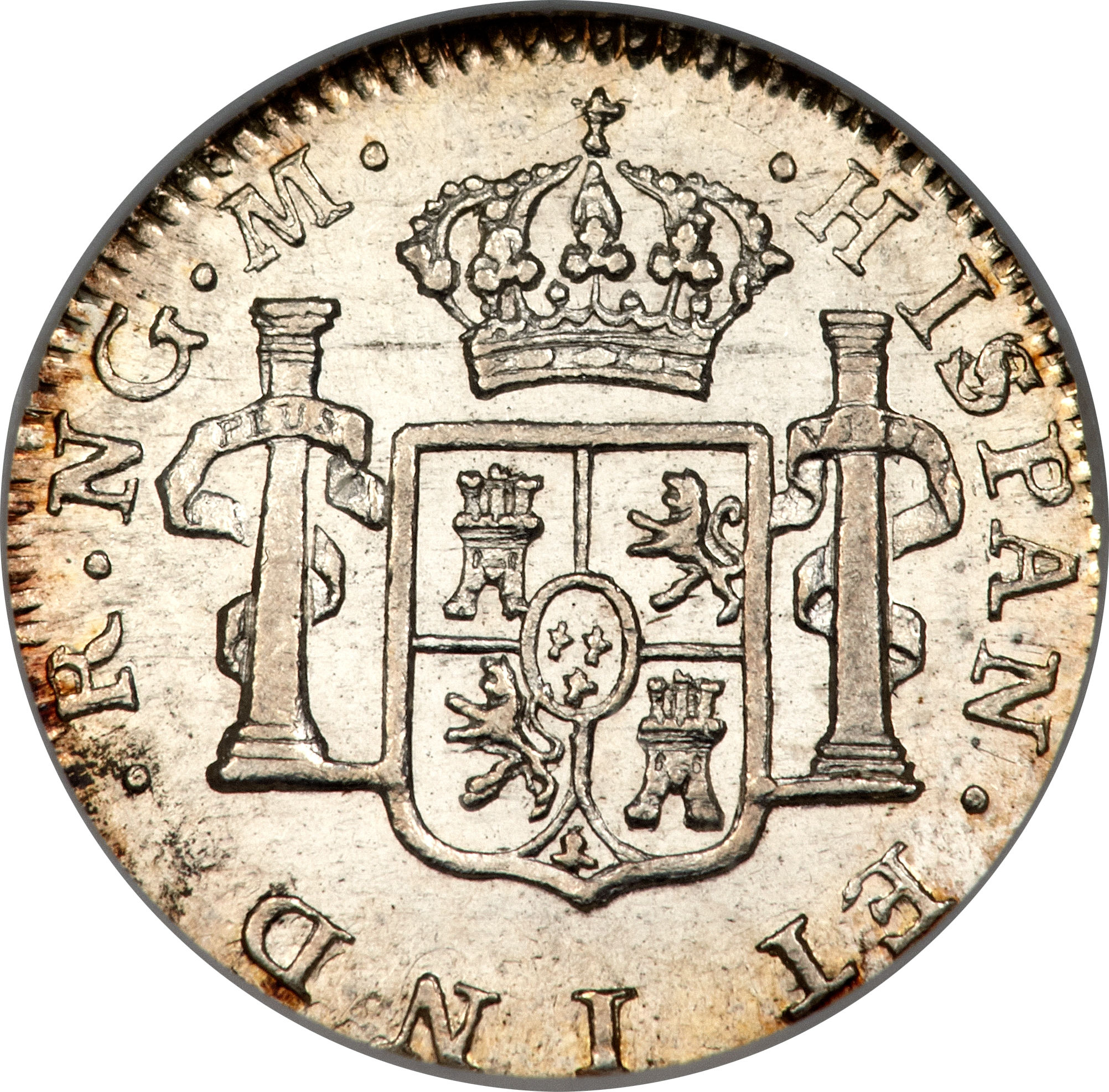
Moneda #8: Escudo de medio real, Nueva Guatemala
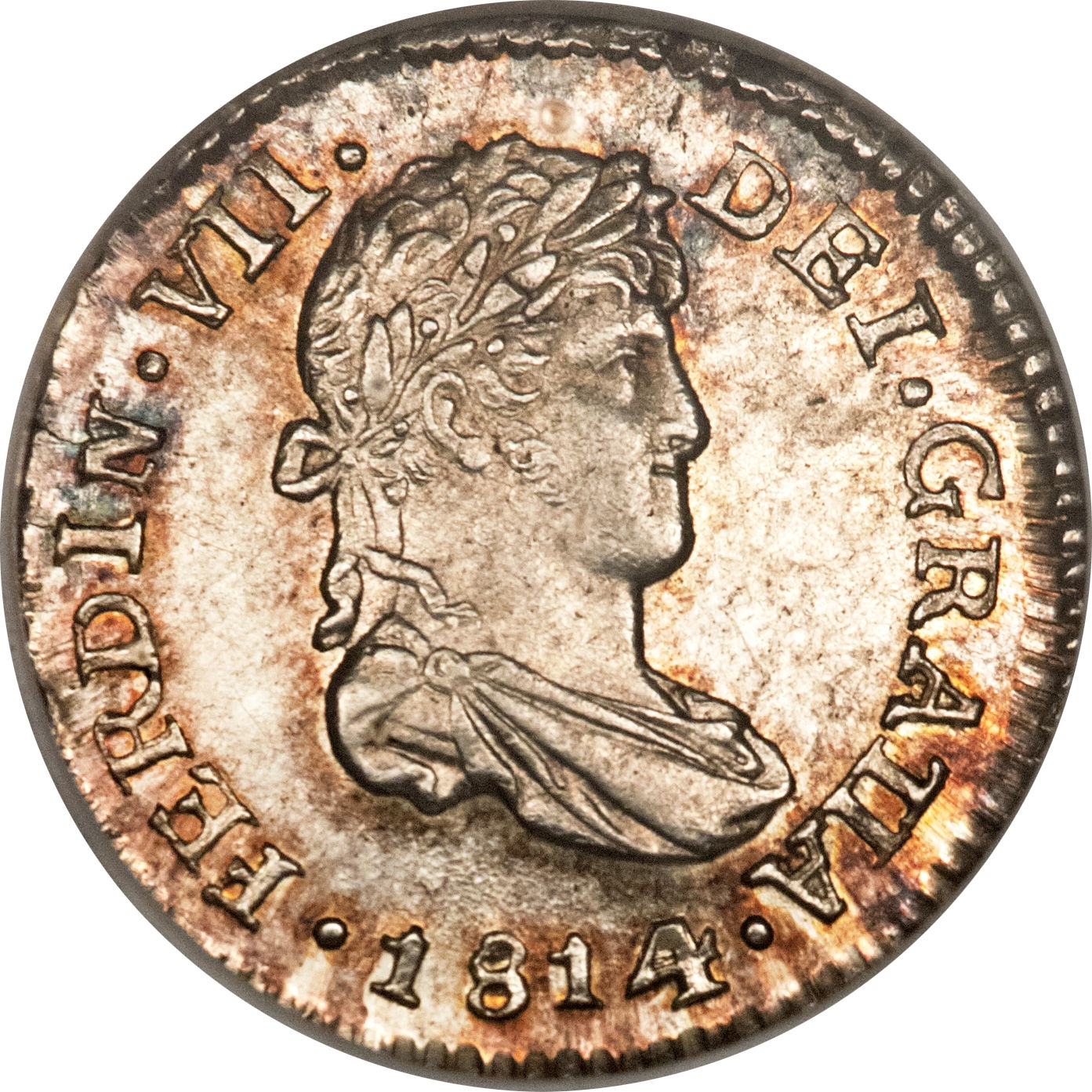
Moneda #9: Medio Real acuñado en Nueva Guatemala de 1810 a 1821. Compárese con la moneda #8. Puede observarse al rey vestido al estilo de emperador romano
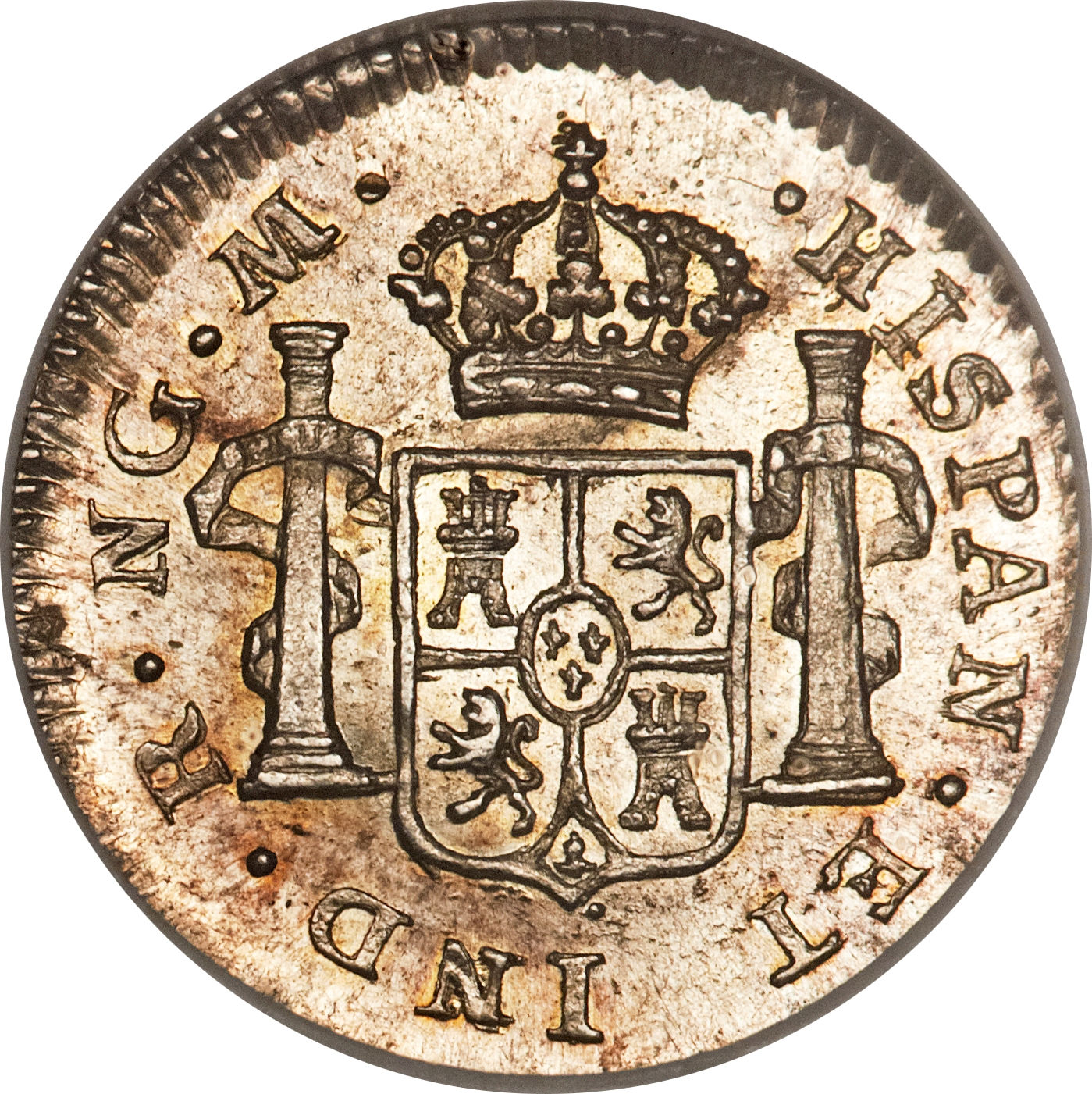
Moneda #9: Escudo de Medio Real, Nueva Guatemala 1810-1821
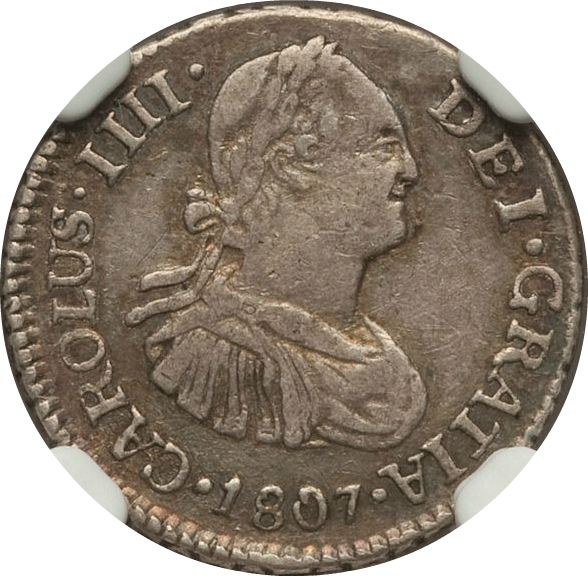
Moneda #10: Medio Real, Busto del Rey Carlos IV, Nueva Guatemala 1807.
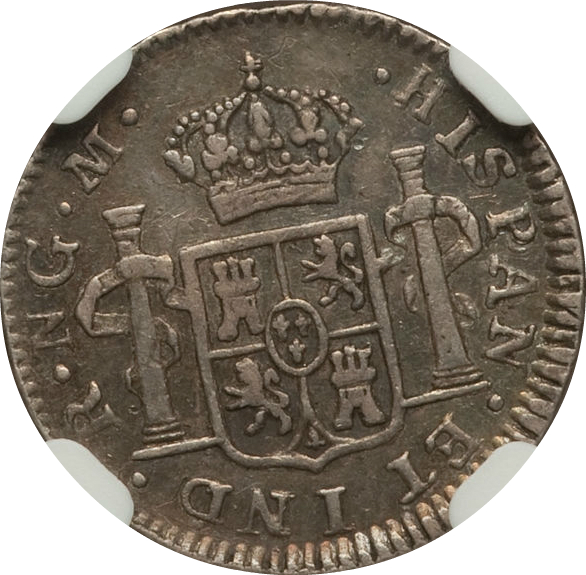
Moneda #10: Escudo de Medio Real, Nueva Guatemala 1807
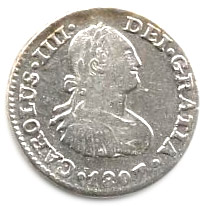
Moneda #11: Medio Real de Carlos IV, Ciudad de México 1807
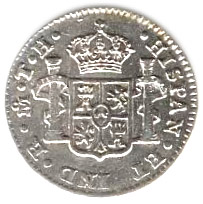
Moneda #11: Escudo imperial en un Medio Real de Carlos IV, Ciudad de México 1807.
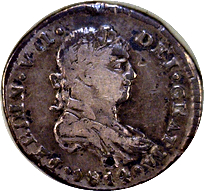
Moneda #12: Medio Real, busto del Rey Fernando VII. Moneda acuñada en Zacatecas 1814 por simpatizantes del Rey.
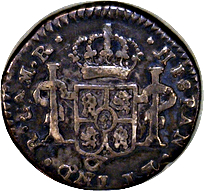
Moneda #12: Escudo imperial de Medio Real acuñado por simpatizantes al Rey en Zacatecas, 1814. Nótese el diseño caricaturezco del escudo

##### 1/4 Real

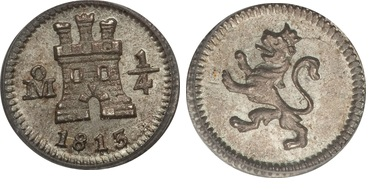
Imagen de ambas caras de 1/4 de real acuñado en Ciudad de México para 1815. Nótese el Mo en la cara del castillo

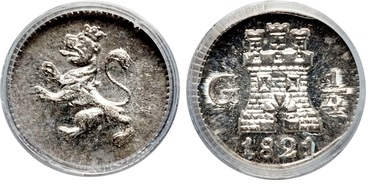
Imagen de ambas caras de 1/4 de real acuñado en Ciudad de Guatemala. Nótese la G que simboliza Guatemala

Las monedas de 1/4 de real fueron las monedas de menor denominación acuñadas por el gobierno novohispano. Estas monedas fueron de menor popularidad que los medios reales debido a su tamaño y únicamente fueron acuñadas de 1796 a 1816. 
El diseño numismático de estos reales era de un león y un castillo, simbolizando la corona de Castilla y León. En la cara del castillo contiene en la parte inferior entral el año de acuñación, en el lado derecho su valor de 1/4 y en el lado izquierdo la ciudad de acuñación que podría ser Mo para Ciudad de México y NG para Ciudad de Guatemala. 
Estas monedas tuvieron un porcentaje de plata de 89.6% y un peso de 0.8458 gramos. Su diámetro es de 11mm y su grosor de tan solo 0.8mm

#### Vellones
Los vellones fueron las monedas de cobre de menor valor que se basaron en el valor y el diseño numismático de los maravedíes utilizados en España. Estas monedas eran utilizada para las transacciones del menor valor y eran usadas exclusivamente por las clases más bajas. Los vellones únicamente fueron acuñados por el gobierno de Fernando VII durante 1814 a 1821

##### 2/4 de Vellón

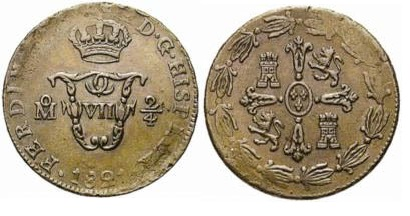
Imagen de ambas caras de 2/4 de Vellón. Acuñada en Ciudad de México, 1821

Las cuartillas de cobre, también llamadas "Señal" fueron monedas con un valor de 1/4 de real o de 2/4 de vellón. Estas monedas habían iniciado a utilizarse desde 1524 y fueron de las primeras monedas en acuñarse en América continental. Sin embargo, fue hasta el reinado de Fernando VII que se sustituye el concepto de cuartilla y se crea el nuevo sistema monetario del vellón, convirtiendo el 1/4 de real en 2/4 de vellón.
La señal fue la moneda de mayor valor de cobre y esta era utilizada principalmente para el cambio en transacciones pequeñas realizadas por las clases populares durante el imperio español. Las cuartillas o 2/4 de vellón fueron las únicas monedas de cobre que fueron producidas significativamente durante el reinado de Fernando VII. 
Estas monedas decían la leyenda FERDIN•VII•D•G•HISP•REX •1821• en latín que en español dicen "Fernando VII, por la gracia de Dios rey de España en 1821". En el centro hay dos letras F y en el lado izquierdo se lee la leyenda Mo, en el centro VII y en el lado derecho la leyenda 2/4, indicando que fue hecha en Ciudad de México durante el reinado de Fernando VII y con el valor de 2/4 de vellón. Arriba de las F se observa la corona, símbolo del rey de España.
Las señales fueron las únicas monedas producidas durante la totalidad del reinado de Fernando VII en la Nueva España. Únicamente fueron producidas en la Ciudad de México y su utilización estuvo mayormente en el valle de México. Las urbes y haciendas alejadas de la capital utilizaban cuartillas informales creadas por ellos, la mayoría siendo de hierro, madera o hueso.

##### 1/4 de Vellón

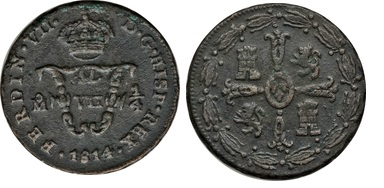
Imagen frontal y trasera de Moneda 1/8 "Tlaco" real de Fernando VII, acuñada en 1814 en la Ciudad de México

Las monedas de 1/8 de real intentaron ser popularizadas durante el reino de Fernando VII bajo el sistema de "vellón", en donde 2/4 de vellón era 1/4 de real. El Tlaco valía 1/8 de real y el diseño numismático de esta fue basada en los maravedíes. El nombre oficial de la moneda era "1/4 de vellón", sin embargo en la Nueva España se popularizó el nombre de "Tlaco", el cual significa "Pequeño" en nahúatl.
Los Tlacos, junto con los "Pilones", no obtuvieron mucha popularidad entre la población novohispana, en especial la parte indígena que las consideraban menos confiables que los reales de plata, por lo que únicamente fueron acuñadas en la casa de la moneda de la Ciudad de México entre los años 1814 y 1816. 
El peso de un Tlaco era de 3.5 gramos y era hecha totalmente de cobre. 
El frente de la moneda puede leerse la leyenda en el contorno de esta que dice FERDIN • VII • D • G • HISP • REX • 1814, que en español significa "Fernando VII, por la gracia de Dios rey de España en 1814". 
El medio de la moneda tiene dos pilares, la corona española y la leyenda Mo VII 1/4, la cual simboliza que esta moneda fue hecha en la Casa de la Moneda de la Ciudad de México durante el reinado de Fernando VII y su valor es de 1/4 de vellón, es decir, 1/8 de un real de plata o 1/128 de un escudo de oro.
La parte trasera de la moneda no contiene leyenda alguna, únicamente se puede observar los laureles en los contornos traseros, dos leones y dos castillos (simbolizando la corona de castilla y león) y el escudo de la familia real Borbón en el medio de la moneda.  

##### 1/8 de Vellón
Popularmente llamadas Pilones, estas monedas que oficialmente eran llamadas "1/8 de vellón" fueron circuladas por el gobierno de Nueva España entre 1814 y 1816 durante el reinado de Fernando VII. Los pilones eran monedas de cobre del menor valor existente y eran de muy poca popularidad para transaciones grandes.

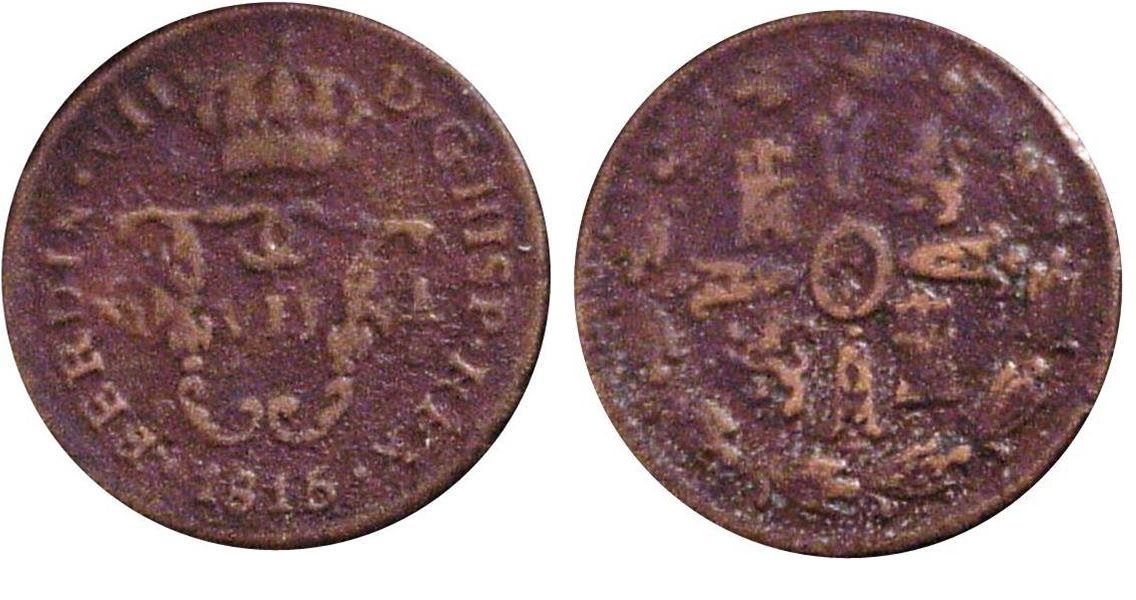
Imagen de las dos caras de 1/16 de real "Pilón". Acuñado en 1815, Ciudad de México

El pilón empezó a ser utilizado durante los finales del imperio español mayormente en transacciones locales, es decir, entre las clases populares durante sus intercambios económicos diarios. Muchos pilones eran hechos por carniceros, pulperías, hacendados y no utilizaban necesariamente los pilones creados por la casa de la moneda. Si bien oficialmente eran monedas de cobre los pilones, muchos pilones informales fueron hechos de hueso, jabón, madera y otros materiales de muy poca duración.
Es durante esta época en la se populariza en México y Centroamérica la expresión de "pedir el pilón" para hacer referencia que los mercaderes regalaran una muestra ínfima de sus productos para que los compradores puedan probar qué están comprnado antes de comprarlo.
El frente de la moneda puede leerse la leyenda en el contorno de esta que dice FERDIN • VII • D • G • HISP • REX • 1815, que en español significa "Fernando VII, por la gracia de Dios rey de España en 1815". El medio de la moneda tiene dos pilares, la corona española y la leyenda Mo VII 1/8, la cual simboliza que esta moneda fue hecha en la Casa de la Moneda de la Ciudad de México durante el reinado de Fernando VII y su valor es de 1/ 8de vellón, es decir, 1/16 de un real de plata o 1/256 de un escudo de oro.

## Primer Imperio Mexicano
De las últimas acuñaciones del siglo XX, a partir de 1905, durante el gobierno del general Porfirio Díaz se realizó una reforma monetaria; se sustituyó la leyenda «REPÚBLICA MEXICANA» por «ESTADOS UNIDOS MEXICANOS». Se inició la acuñación de piezas en oro de 10 y 5 pesos, su ley debía de ser de novecientos milésimos y por primera vez se utilizó la efigie de personajes históricos para ilustrar las monedas. El Hidalgo de 10 pesos oro fue una de las monedas más importantes: en el reverso presentaba el rostro del padre de la patria acompañado por la leyenda «INDEPENDENCIA Y LIBERTAD», en el anverso, el águila porfiriana. Esta moneda fue acuñada hasta 1920, diez años después del inicio de la Revolución.
En el marco de la lucha armada, con la fugaz presidencia de Francisco I. Madero y el acenso de Victoriano Huerta, la inestabilidad económica del país tuvo estragos en el corriente sistema monetario. La carencia de un banco central hizo que los mexicanos dejaran de emplear la moneda de metal, para sustituirlas con vales, piezas de cobre, cartón o madera. A estas piezas de intercambio se le denominó tlacos , término que deriva de la voz náhuatl que significa la mitad; su valor convencional era la mitad de una cuartilla (1/8 real); se usó en moneda de baja denominación generalmente acuñadas por particulares.
Durante esta etapa hubo una abundante variedad de moneda. Los líderes revolucionarios como Francisco Villa y Emiliano Zapata acuñaron más de una decena de billetes y monedas. Todos tuvieron carácter voluntario y su aceptación fue restringida, de tal modo que muchos de ellos fueron ″castigados″ con un descuento de tasa variable al ser intercambiados por títulos de mayor valor o por moneda metálica. Esta inestabilidad económica implicó una reorganización en el nuevo régimen de Venustiano Carranza, por esta razón durante las asambleas constituyente se contempló la idea de fundar un banco único de emisión. En 1917 en la ciudad de Querétaro , en el artículo 28 se estableció que el monopolio de la emisión correspondiera a una sola institución gubernamental. Fue en 1925, con el presidente Plutarco Elías Calles, que se fundó el Banco de México.  
En el norte del país, una de las monedas más célebres fue la llamada «peso de bolita» villista, nombre que adoptó por el relieve circular que aparece sobre la denominación. Esta pieza se acuñó en Hidalgo del Parral, Chihuahua. Otra de las ediciones destacadas, es el célebre «MUERA HUERTA», realizada en Cuencamé, Durango, con esta moneda sus portadores podían perder la vida si llegaban a ser descubiertas por los huertistas.  
En el sur, Emiliano Zapata acuñó piezas en los Estados de Guerrero, Morelos, México y Oaxaca. Destaca la producción de la moneda de 70 pesos en oro, en la que aparece el busto de Benito Juárez con la leyenda «ESTADO LIBRE Y SOBERANO DE OAXACA», en el anverso. Entre las monedas más raras, se encuentra la acuñada en 1915 conocida como «Suriana», en el reverso llevaba la leyenda «REFORMA, LIBERTAD, JUSTICIA Y LEY»; en el anverso un campo flanqueado con un volcán en erupción, en el centro un sol con rostro y en la parte inferior, la palabra  «SURIANA».